# 福山雅治
福山 雅治（ふくやま まさはる、1969年〈昭和44年〉2月6日 - ）は、日本のシンガーソングライター、俳優。所属事務所はアミューズ。所属レコード会社はユニバーサルミュージック。公式ファンクラブは「BROS.」（日本国外居住者は「BROS.+」）。愛称はましゃ。ラジオDJや写真家としても活動。妻は女優の吹石一恵。 義父は元プロ野球選手の吹石徳一。

## 略歴

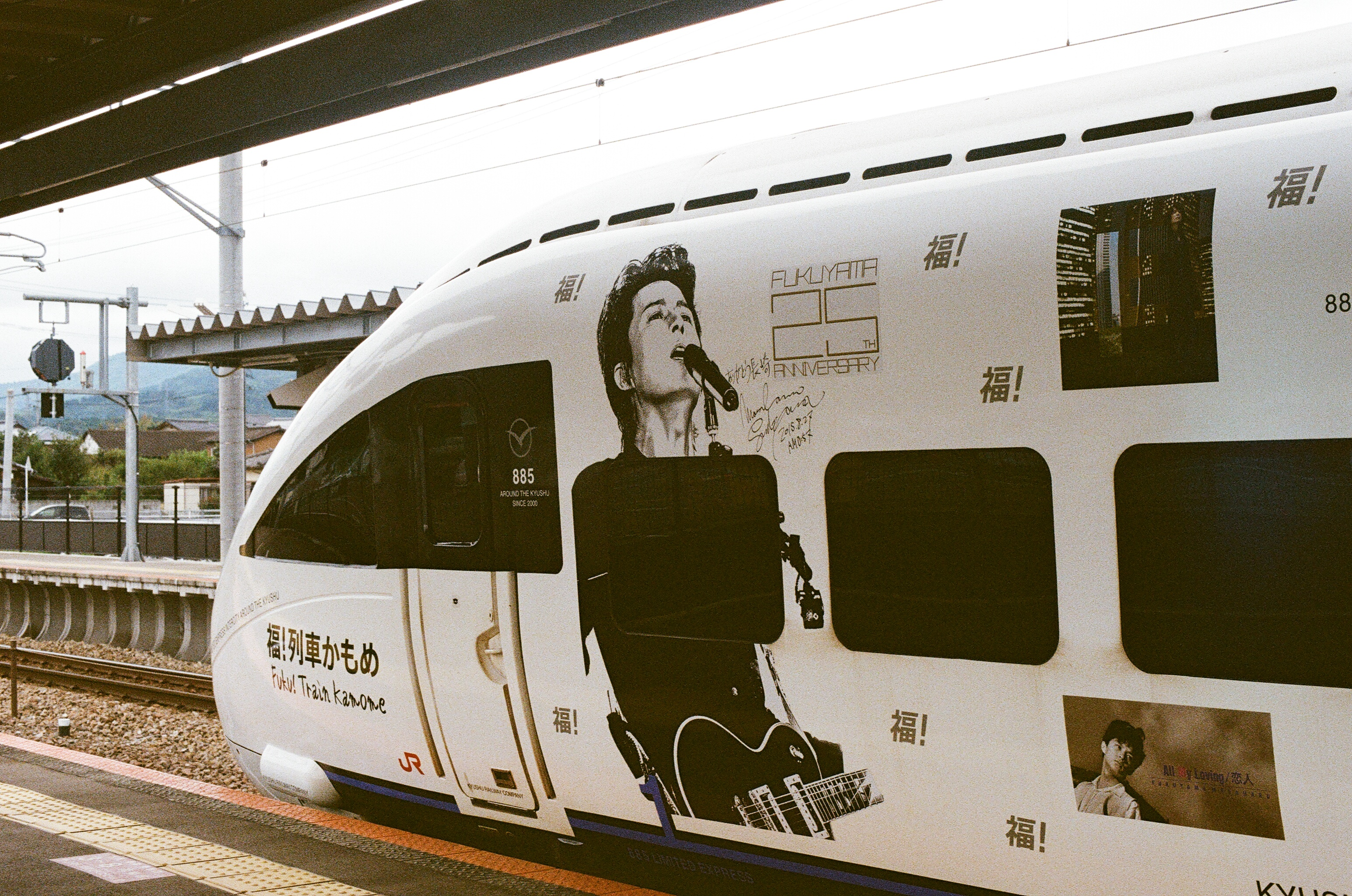
福山がラッピングされた885系・かもめ（2015年新鳥栖駅）

長崎県長崎市にて1969年2月6日（木）午前6時40分に4,000グラム超で出生（2人兄弟の次男）。長崎市立稲佐小学校、長崎市立淵中学校、長崎県立長崎工業高等学校情報技術科を卒業後、母親を安心させるため長崎の電子計測器会社に5か月間勤務する。退職して上京し、アルバイト生活を送るなか1988年に「アミューズ・10ムービーズオーディション」に奥貫薫、東根作寿英らとともに合格しアミューズに所属。映画『ほんの5g』で1988年11月26日に19歳で俳優デビューする。
1990年3月21日に21歳で、シングル『追憶の雨の中』で歌手デビュー（デビュー時のキャッチフレーズは“イナカモン、バイ。”）。1991年春にラジオ番組fm yokohama『ROCK AGE』でラジオDJ（ラジオパーソナリティ）デビュー。同年秋からはTBS系ドラマ『あしたがあるから』でテレビドラマデビュー。端整なルックスで俳優として注目を浴びる。
1992年の自身出演ドラマ『愛はどうだ』（TBS）の挿入歌に起用された「Good night」のヒットで歌手としても注目され、1993年に大ヒット月9ドラマ『ひとつ屋根の下』（フジテレビ）で次男役での出演と「MELODY」のヒットで知名度が全国区になり、同年のNHK紅白歌合戦（NHK総合・ラジオ第1、#NHK紅白歌合戦出場歴参照）に24歳で初出場する。
「IT'S ONLY LOVE」（1994年）、「HELLO」（1995年）とミリオンセラーを連発し、俳優として月9ドラマ「いつかまた逢える」（1995年、フジテレビ）で初主演する。1996年から一時芸能活動を抑制するも、1998年から本格的に活動再開して「桜坂」（2000年）を220万枚以上売り上げる。1990年代後半以降は好きな男ランキング上位の常連となる。
「虹/ひまわり/それがすべてさ」（2003年）、「家族になろうよ」（2011年）などのヒット作を放ちながら、ドラマ『ガリレオ』（2007年 - 、フジテレビ）シリーズや大河ドラマ『龍馬伝』（NHK総合）主演など、歌手と俳優を両立する。
1990年代後半から写真家として活動し、テレビ朝日で夏季オリンピックオフィシャルカメラマンを担当した。2006年に初の写真作品集を発売し、CMやバラエティ番組、スポーツ番組、教養番組に出演するなど幅広く活躍している。
「女優の吹石一恵と婚姻届を、吹石33歳の誕生日である9月28日に提出した」と2015年9月28日月曜日 株取引終了直後の15時過ぎに発表した。株価へ影響を抑えるため株取引終了直後に結婚発表したが、所属事務所アミューズの株価は29日に前日比500円 (9.4%) 安まで急落して2013年8月以来の値下がり率を記録し、1日で時価総額が41億円減少（終値）した。早退・欠勤および家事など仕事が出来なくなる女性が続出し、「福山ショック」「ましゃロス」と報じられる。

### 俳優
1988年に「アミューズ・10ムービーズオーディション」に合格し、映画『ほんの5g』でデビューする。同じ事務所の看板スターで映画主演5本目となる富田靖子の相手役で二番手待遇と、新人では厚遇であった。
1991年10月 - 12月期でTBS系金曜ドラマ『あしたがあるから』に出演。これ以前にもドラマの仕事を打診されたが、あくまでもミュージシャンになるのが夢だったので出演依頼を断っていた。しかし、尊敬するARBの石橋凌や映画『狂い咲きサンダーロード』で主演した山田辰夫がこのドラマに出演し、福山も出演した。1992年4月 - 6月期のTBS系金曜ドラマ『愛はどうだ』でレギュラー初出演となり、挿入歌となった「Good night」がスマッシュヒットとなる。この年は、10月 - 12月期のTBS同枠ドラマ『ホームワーク』にも出演している。
1993年4月 - 6月期に放送されたフジテレビ系ドラマ『ひとつ屋根の下』に出演。平均視聴率28.4%、最高視聴率37.8%の大ヒットドラマとなる。1995年7月 - 9月期のフジテレビ系ドラマ『いつかまた逢える』で、ドラマ初主演と月9初主演する。音楽活動を休止しているなか1997年4月 - 6月期に『ひとつ屋根の下2』に出演。役の設定上出演シーンは少ないが終盤では主役級の役柄となった。
1998年から本格的に活動を再開し、4月 - 6月期にTBS系ドラマ『めぐり逢い』で主演する。1999年にフジテレビ系『古畑任三郎』に犯人役でゲスト出演する。7月 - 9月期にフジテレビ系『パーフェクトラブ!』で、月9に2回目の主演を務める。
2003年1月2日に日本テレビ系スペシャルドラマ『天国のダイスケへ〜箱根駅伝が結んだ絆〜』で主演する。のちに1月 - 3月期にフジテレビ系『美女か野獣』で松嶋菜々子とダブル主演して両者とも報道関係者を演じる。
2007年10月 - 12月期にフジテレビ系ドラマ『ガリレオ』で主演する。東野圭吾の小説『ガリレオシリーズ」』が原作で、天才物理学者の湯川学を演じて初回視聴率は24.7%となる。2008年10月4日に映画初主演となった、同ドラマの劇場版『容疑者Xの献身』が公開された。全国公開前に地元長崎市のTOHOシネマズ長崎で、全スクリーンを使った先行上映会と舞台挨拶を実施した。2009年に映画『アマルフィ 女神の報酬』に特別出演した。
2010年にNHK大河ドラマ第49作『龍馬伝』（NHK総合）で、主人公・坂本龍馬を演じる。この演技が高評価され、第48回（2010年度）ギャラクシー賞テレビ部門個人賞を受賞した。2011年に映画『アンダルシア 女神の報復』に特別出演した。
2013年4月 - 6月期に、フジテレビ系ドラマ『ガリレオ』の続編が放送され、ドラマ放送終了後の週末に映画『真夏の方程式』が公開された。是枝裕和監督作品の『そして父になる』に初の父親役で主演し、作品が第66回カンヌ国際映画祭審査員賞を受賞した。2014年、第35回ヨコハマ映画祭で主演男優賞、第37回日本アカデミー賞で優秀主演男優賞、第28回高崎映画祭で最優秀主演男優賞を受賞した。映画『るろうに剣心 京都大火編 / 伝説の最期編』では比古清十郎役で出演した。
2016年4月 - 6月期にフジテレビ系ドラマ『ラヴソング』に主演。同年夏に、世界的名匠・ジョン・ウー監督が手がける香港・中国合作映画『マンハント』で中国の俳優チャン・ハンユーとW主演し日本国外デビュー。日本は2018年2月9日公開された。
2016年10月に大根仁が監督を務める『SCOOP!』で写真週刊誌パパラッチ役として主演する。
2017年1月に是枝裕和監督の『三度目の殺人』で弁護士役に初挑戦して9月9日公開され、2017年8月30日から9月9日まで開催される第74回ヴェネツィア国際映画祭で、コンペティション部門に正式出品された。
2018年8月に岩井俊二が監督を務める『ラストレター』で小説家役として出演し、2020年1月17日に公開される。2020年9月に西谷弘監督の『マチネの終わりに』に天才クラシックギタリスト役で主演し、2019年11月1日に公開される。
2019年4月 - 6月期にTBS系ドラマ『集団左遷!!』で日曜劇場に初出演する。廃店が決定している蒲田支店長へ異動させられたれた主人公の銀行員・片岡洋を演じた。
2020年10月に第12回TAMA映画賞で最優秀男優賞を受賞した。
2022年9月に、約9年振りとなるテレビドラマ『ガリレオ』の劇場版第3作として『沈黙のパレード』が公開され、2022年12月に同作で第47回報知映画賞主演男優賞を受賞した。『沈黙のパレード』の公開を記念して、9月17日にフジテレビ系土曜プレミアムでSPドラマ『ガリレオ 禁断の魔術』も放送された。
2023年4月 - 6月期のTBS系日曜劇場『ラストマン-全盲の捜査官-』で、来日した全盲のFBI特別捜査官・皆実広見役として主演を務めた。
2025年9月、『ガリレオ』シリーズ以来2作目の東野圭吾原作作品として、主演を務めた映画『ブラック・ショーマン』が公開予定。元マジシャン・神尾武史役を演じる。
2025年12月、日曜劇場『ラストマン-全盲の捜査官-』の劇場版として、『映画ラストマン -FIRST LOVE-』が公開予定。同じ年に2作の主演映画が公開されるのは、2013年の『真夏の方程式』『そして父になる』以来12年ぶり。

### 音楽活動
1990年3月21日にシングル『追憶の雨の中』でデビューするが、オリコンチャートで計測不能とされ、その後シングル4枚、アルバム3枚を発売するも売れなかった。
1992年に出演したTBS系ドラマ『愛はどうだ』の挿入歌となった5枚目のシングル『Good night』がスマッシュヒットする。1993年に5枚目のオリジナル・アルバム『Calling』で初のオリコンアルバムチャート 1位を獲得した。1994年に 9枚目のシングル『IT'S ONLY LOVE/SORRY BABY』で初のオリコンシングルチャート 1位（4週連続）、ミリオンセラーとなる。
1995年の10枚目となるシングル『HELLO』もオリコンチャート初登場1位を獲得し、マキシシングル初のミリオンセラーとなった。シングルコレクション『M-COLLECTION 風をさがしてる』 もミリオンセラーとなる。初のアリーナツアー『FUKUYAMA MASAHARU M-COLLECTION WE'RE BROS. SPECIAL '95』を開催する。1996年と1997年は音楽活動を休止する。
1998年4月に、主演したTBS系ドラマ『めぐり逢い』の主題歌・挿入歌を含んだ12枚目のシングル『Heart/you』とドラマのサウンドトラック『more』を同時発売して、約2年半振りに音楽活動を本格的に再開する。6月に4年ぶり7枚目のオリジナル・アルバム『SING A SONG』を発売。年末に、のちに恒例となる『冬の大感謝祭』を初開催した。1999年、自身主演のフジテレビ系ドラマ『パーフェクトラブ!』で劇中音楽を担当（主題歌担当はGLAY）。松本英子へドラマの挿入歌「Squall」を提供し、スマッシュヒットとなる。その後、自身14枚目のシングルとなる『HEAVEN/Squall』は登場5週目でオリコンチャート1位を獲得。デビュー10周年を迎えるにあたって発売したベスト・アルバム『MAGNUM COLLECTION 1999 "Dear"』は初登場1位となり、ミリオンセラーになった。
デビュー10周年となった2000年、5年ぶりのアリーナツアー『10th Anniversary WE'RE BROS. TOUR "MAGNUM COLLECTION 2000"』を開催する。15枚目のシングルとして発売された「桜坂」は、当時TBS系列が放送した『ウンナンのホントコ!』のコーナー『未来日記V』のテーマソングに使われダブルミリオンセラーとなり、曲のモチーフになった東京大田区の桜坂は多くの人が訪れ、全国で有名になる。6月に長崎市の稲佐山公園野外ステージで凱旋公演した。Googleマップに福山雅治の楽曲から『約束の丘』名義で記載がある。
10月にテレビ朝日系シドニーオリンピック放送テーマソングとなった「HEY!」を16枚目のシングルとして発売した。2001年4月に8枚目のオリジナル・アルバム『f』を発売する。5月に初のドーム公演となる『玉子的大決起集会“まだまだイクやろ!!!”東京ドーム・大阪ドーム』を開催した。
2002年にカバー・アルバム『「福山エンヂニヤリング」サウンドトラック The Golden Oldies』を発売。2003年に18枚目のシングル『虹/ひまわり/それがすべてさ』・アルバム『fukuyama masaharu MAGNUM COLLECTION "SLOW"』を同時発売し、オリコン週間チャートのシングル・アルバム両部門で男性ソロアーティストで初めて同時1位となる。
2005年にデビュー15周年を記念したアリーナツアー『FUKUYAMA MASAHARU 15th Anniversay WE'RE BROS. FREEDOM TOUR 〜風〜』を開催。2006年5月に21枚目のシングル『milk tea/美しき花』発売。8月に所属事務所の先輩、桑田佳祐を中心とした音楽フェス『THE 夢人島 Fes.』に出演した。12月に9枚目のアルバム『5年モノ』を発売した。2007年は年始からアリーナツアー『FUKUYAMA MASAHARU WE'RE BROS. TOUR 2007 「十七年モノ」』を開催。自身主演のフジテレビ系ドラマ『ガリレオ』のために、共演者の柴咲コウとのスペシャル・ユニットKOH+を結成。シングル『KISSして』とサウンドトラック『ガリレオ オリジナル・サウンドトラック』を同時発売した。2008年に映画『容疑者Xの献身』公開に合わせてKOH+シングル『最愛』を発売した。
2009年に初の日本武道館公演となる『福山☆イキナリの大感謝祭』を4日間開催し、アリーナツアー『FUKUYAMA MASAHARU 20TH ANNIVERSARY WE'RE BROS. TOUR 2009 道標』をスタートし、6月に10枚目のオリジナル・アルバム『残響』を発売してオリコンアルバムチャートで1位となる。8月に長崎市稲佐山公園野外ステージで、9年ぶりの凱旋公演『福山☆夏の大創業祭 稲佐山』を2日間開催する。長崎ビッグNスタジアムでパブリックビューイングを行い、延べ5万人を無料招待した。12月に25枚目のシングル『はつ恋』を発売し、年を越してのロングセラーとなった。2010年、デビュー20周年。ベスト・アルバム『THE BEST BANG!!』を発売。初登場1位となった。
2011年にアリーナツアー『FUKUYAMA MASAHARU WE'RE BROS. TOUR 2011 THE LIVE BANG!!』を開催する。東日本大震災の影響で中断するも、全国18会場で54公演した。8月に初の沖縄公演を開催する。27枚目のシングル『家族になろうよ/fighting pose』はオリコンシングルチャート1位を獲得。オリコンシングルチャート登場週数が82週となるロングヒットとなった。2012年、同時発売したライブDVD 『FUKUYAMA MASAHARU WE'RE BROS. TOUR 2011 THE LIVE BANG!!』・『福山☆冬の大感謝祭 其の十一 初めてのあなた、大丈夫ですか? 常連のあなた、お待たせしました♡ 本当にやっちゃいます! 「無流行歌祭!!」』・『福山☆真夏の初体験 THE LIVE BANG!! in 沖縄』がオリコン音楽DVDチャート初登場1・2・3位を独占した。9月にファンクラブ会員・公式携帯サイト有料会員を対象としたライブイベントを横浜スタジアムで3日間開催した。
2013年、フジテレビ系ドラマ『ガリレオ』放送に合わせてKOH+が復活し、シングル『恋の魔力』を発売。その後、映画『真夏の方程式』公開にも合わせて、これまでのガリレオシリーズで使用された楽曲をまとめたアルバム『Galileo+』が発売された。2014年、5年ぶり11枚目となるオリジナル・アルバム『HUMAN』発売後、初のドームツアー『FUKUYAMA MASAHARU WE'RE BROS. TOUR 2014 HUMAN』を開催。初の海外公演となる『FUKUYAMA MASAHARU WE'RE BROS. TOUR 2014 in ASIA』を台湾・香港で開催。年末に恒例となる『冬の大感謝祭』の一環として初の男性限定ライブ（野郎夜）・女性限定ライブ（聖女夜）を開催した。
2015年、3月で終了となったニッポン放送『福山雅治のオールナイトニッポンサタデースペシャル・魂のラジオ』内での弾き語りコーナー「魂のリクエスト」をアルバム化（『「魂リク」』）。デビュー25周年を記念したスタジアム公演と6年ぶり3度目となる長崎・稲佐山公演も決定。10代（対象は中学 1年生から19歳まで）限定ライヴを開催した。2015年12月、デビュー25周年記念ベスト・アルバム『福の音』を発売し初登場第1位。
2017年、約2年ぶりのシングル『聖域』が発売。表題曲は、テレビ朝日系木曜ドラマ『黒革の手帖』の主題歌。オリコンシングルチャート初登場1位となった。シングル1位獲得は2009年6月1日付で記録した『化身』から9作連続で通算18作目。自身が持つ男性ソロアーティストおよび、シンガー・ソングライター歴代1位となるシングル首位獲得作品数記録をともに更新した。さらに、同じく自身が男性ソロアーティスト歴代1位を保持するシングル・アルバム総売上枚数を2410.0万枚とし、3つの歴代1位記録を自ら塗り替えた。
2018年1月から約3年ぶりとなるアリーナツアー『FUKUYAMA MASAHARU WE'RE BROS. TOUR 2018』を開催した。5月、『FUKUYAMA MASAHARU DOME LIVE 2018 暗闇の中で飛べ』を開催。7月、第100回全国高等学校野球選手権記念大会（夏の甲子園大会）を記念して日本放送協会（NHK）の高校野球中継のテーマソングとして「甲子園」を制作した。
2019年、50歳の誕生日にCD4枚組のアルバム『DOUBLE ENCORE』をリリース。2018年に行ったライヴのダブルアンコールで披露したギター弾き語り音源31曲とMCを収録した。
2020年3月、デビュー30周年イヤーのスタートとして横浜アリーナで『FUKUYAMA MASAHARU 30th ANNIVERSARY KICK-OFF LIVE 三十祭!!『序』』を開催する予定であったが、新型コロナウイルスの感染拡大による影響を考慮して開催を中止とし、デビュー日となる3月21日にスタジオライブをWOWOWで生中継。同様に、9月に開催予定だった故郷・長崎での野外ライブ『福山☆夏の大創業祭2020 稲佐山』と11月から開催予定だったアリーナツアー『WE'RE BROS. TOUR 2020-2021』が延期となり1年後に開催される。12月、6年8か月ぶり12枚目となるオリジナルアルバム『AKIRA』をリリース。あわせて、アルバム全収録曲を披露する自身初のオンラインライブ『FUKUYAMA MASAHARU 30th Anniv. ALBUM LIVE』を開催。『AKIRA』で50代での初アルバム1位となり、これで「20代、30代、40代、50代」の「年齢4年代連続アルバム1位」を達成。「年齢4年代連続アルバム1位」は、男性ソロアーティスト史上5人目となる。さらに、自身が男性ソロ1位の記録を持つ、シングル・アルバムの総売り上げ枚数は2431.1万枚に更新、アルバムで1位を獲得した作品は12作目となり、長渕剛、氷室京介と並んで男性ソロアーティスト歴代1位に並んだ。年末の『第71回NHK紅白歌合戦』では、カウントダウンライブが休止となったため、初出場の第44回以来27年ぶりにNHKホールに登場し、初の白組トリを務めた。
2021年11月からアリーナツアー『WE’RE BROS. TOUR 2021-2022 “Promise for the Future”』を開催した。
2022年9月、KOH+が復活し、映画『沈黙のパレード』の主題歌である「ヒトツボシ」などを収めた『ヒトツボシ 〜ガリレオ Collection 2007-2022〜』を発売。KOH+として初のオリコン週間音楽ランキング1位を獲得した。
2023年12月、映画『あの花が咲く丘で、君とまた出会えたら。』の主題歌として書き下ろした「想望」をデジタルリリース。ソロ名義で初のオリコン週間音楽ランキング1位を獲得した。
2024年2月、フジテレビ系月10ドラマ『春になったら』の主題歌として書き下ろした「ひとみ」をリリース。累計20のサイトでオリコン1位を獲得。事前購入キャンペーンとして、「HELLO」発売以来26年ぶりに「2626キャンペーン」が行われることも発表された。
2024年4月から、日テレ系情報番組『DayDay.』のテーマソングとして、「万有引力」を書き下ろした。情報番組のテーマソングを担当するのは、「道標 2010」以来14年ぶり。
2024年4月からアリーナツアー『WE'RE BROS. TOUR 2024  Flowers and Bees, Tears and Music.』を開催した。
2024年10月、長崎スタジアムシティのこけら落とし公演として、初のフリーライブ『Great Freedom』を開催。約25,000人を無料招待した。ライブビューイングやオンライン無料生中継も行われた。タイトル未定の新曲も披露。
2025年8月から、7年ぶりとなるドームツアー『FUKUYAMA MASAHARU 35TH ANNIVERSARY DOME LIVE 2025 // SOUL』を開催することを発表。
2025年8月9日、長崎で行われた平和祈念式典にて、自身の楽曲「クスノキ」が100人の小学生に合唱された。

### ラジオパーソナリティ
ラジオパーソナリティとしてのスタートはデビュー間もない頃から始まっており、キャリアは20年以上となる。
中学・高校生時代は『オールナイトニッポン』を頻繁に聴いていた。平日は眠ってしまうことも多くあまり聴けていなかったが、笑福亭鶴光が週末（土曜）にパーソナリティを務める『笑福亭鶴光のオールナイトニッポン』を愛聴して鶴光の巧みな「艶福ネタ」「艶笑話」（＝下ネタ）を好み、ラジオにおける自分の話術に取り入れている。福山は日常で下ネタを好んで話すことはないため、コンサートに招待された北野誠が「これだけ大勢の女性の心を掴んでいるのに、ラジオであえて下ネタを前面に出して駆使する必要は無いのでは?」と質問すると、福山は「鶴光師匠の影響が大きく、『ラジオ＝下ネタ』という図式が僕の中で確立してしまっている」と回答している。
『美女か野獣』、『ラヴソング』で共演した志賀廣太郎の声を『福のラジオ』番組内で絶賛している。武田鉄矢や平泉成のものまねを頻繁に行っている。
主な下ネタ発言は「オレはオナニーの神様の子ども! マーラ・ダンコーン!!」、「『シンポジウム』って言葉の響きがエロイよね。あと、『スタンディングオベーション』もなんかやらしい感じがするよね」などがある。
番組歴
1991年4月、初のラジオレギュラープログラムfm yokohama『ROCK AGE』スタート（9月に終了）。10月からbay-fm『sparkling Factory』スタート（1992年9月終了）。
1992年1月、ニッポン放送『福山雅治のオールナイトニッポン』木曜第2部のレギュラーがスタート。10月から木曜第1部を担当する。bay-fm『sparkling Factory』終了後、同局で『RADIO BROS.』スタート（1993年9月終了）。
1993年10月、bay-fmで『YAMAZAKI Bayside Lovers Radio BROS. '94』スタート（1995年9月終了）。
1994年11月、『オールナイトニッポン』の担当が月曜第1部となる（1998年3月終了）。
1996年4月、TOKYO FMで『福山雅治のSUZUKI Talking F.M.』スタート（2015年11月終了）。
2000年3月、ニッポン放送『福山雅治のオールナイトニッポンサタデースペシャル・魂のラジオ』スタート（2015年3月終了）。
2011年4月、東日本大震災を受けて、ニッポン放送ラジオ・チャリティー・ミュージックソンSP 『I'm with U キミと、24時間ラジオ』メインパーソナリティを担当する。
2012年3月、全国FM連合とKDDIの連動企画、MEET THE MUSICに出演。『全国民放FM52局＆KDDI present MEET THE MUSIC LIVE with 福山雅治』として、宮城県の石巻市立住吉中学校体育館からライブの模様を放送した。
2015年12月にTOKYO FMで、Talking F.M.の後継番組『福山雅治 福のラジオ』開始。
2017年4月30日に自身も出資する地域FM放送CQ「渋谷のラジオ」の特別番組に『渋谷のラジオの学校』のさくらがおか校長として登場し、その後毎週土曜日『福山雅治と荘口彰久の「地底人ラジオ」』を放送。2017年12月3日からAbemaTVのラジオチャンネルで同時配信。2018年4月7日からNBC長崎放送で民放オンエア開始したのを皮切りに全国各地で放送されている。
2018年3月21日、民放ラジオ101局特別番組『福山雅治・菅田将暉のWE LOVE RADIO!』に出演。
2020年3月、JFN全国38局ネットで毎週月～金曜日に放送中のラジオ番組『JET STREAM』の“新機長”に就任した。
2023年2月19日、オールナイトニッポンが55周年記念の一環として、ニッポン放送『福山雅治のオールナイトニッポンサタデースペシャル・魂のラジオ』が8年ぶりに『福山雅治のオールナイトニッポン55周年スペシャル・魂のラジオ』として復活。55時間にわたる特別番組の大トリ・ラストを華々しく飾った。
2024年3月15日、『福山雅治のオールナイトニッポンGOLD 〜睡眠は金なり〜』が放送され、ニッポン放送『福山雅治のオールナイトニッポンサタデースペシャル・魂のラジオ』が1年振りに復活。
2025年3月21日、『福山雅治音楽デビュー35周年記念  福山雅治のオールナイトニッポンGOLD 〜と時を越えるRadio〜』が放送され、ニッポン放送『福山雅治のオールナイトニッポンサタデースペシャル・魂のラジオ』が1年振りに復活。

### 写真家
1994年に行ったシングル『HELLO』のジャケット撮影をきっかけに、鳥取県境港市を拠点にする写真家・植田正治との交流を深め、1999年のシングル『HEAVEN/Squall』のジャケット撮影まで様々なフォトセッションを行った。福山は境港や米子近辺をよく訪れており、対談の中で福山は鳥取県について「第2の故郷と呼びたい。そんな温かさを感じます」と述べている。

1996年 - 1997年頃の活動休止期間に旅先でカメラを構え数多くの写真を撮り続けた。それら数多くの写真や、植田やハービー・山口とのフォトセッションなどで撮った写真は、後に開かれる写真展に展示された。
1998年に花田裕之のシングル『Stupid』のジャケット写真を手掛ける（曲のコーラスにも参加）。尾崎亜美のシングル『愛の構造』・アルバム『Arrows In My Eyes』のジャケット写真も撮影する。2000年、NICOLE 2000年春夏コレクションイメージポスターを担当する。テレビ朝日のシドニーオリンピックオフィシャルカメラマンも担当する。2001年1月に写真展『TV ASAHI SYDNEY 2000 PHOTO REPORT』が開催され、シドニーオリンピックで福山雅治が撮った写真作品約100点が展示された。写真家集団『マグナム・フォト』の写真集『Smile&Smile -100のほほえみ』の最後に、世界的な写真家エリオット・アーウィットと福山がコラボレートした写真が掲載され、写真展『マグナムフォト創設55周年記念写真「SMILE & SMILE -100のほほえみ」』に出展された。これは、歌手でありながら写真家としても活動する福山にエリオット・アーウィットが注目したことがきっかけである。2002年6月に自ら作詞作曲して、前川清に提供した楽曲「ひまわり」のジャケット写真を担当する。7月から植田正治写真美術館で『「福山雅治」展 / THE EXHIBITION OF MASAHARU FUKUYAMA & SHOJI UEDA photographs』が開催され、本人が撮影した写真も展示された。11月から写真展『Fukuyama meets Italy 「福山雅治写真展」』に福山がイタリアで撮影した風景写真が展示される。12月から福山雅治写真展『The Gallery of Fukuyamania』を長崎ハウステンボス美術館で開催し、植田正治を共に師と仰ぐ瀬尾浩司と初めての本格的なコラボレーション作品展となった。
2004年9月、初の個展『Domani Presents 福山雅治作品展 〜旅・記憶の柱〜』が開催され、過去10年の旅の記憶作品に、セルフポートレートや風景写真等が展示された。テレビ朝日アテネオリンピックのオフィシャルカメラマンを担当する。ジョン・健・ヌッツォのアルバム「Tenorissimo」のジャケット写真も手掛ける。2005年5月、『福山雅治15周年記念写真展 福山雅治×大村克巳 「伝言」』が開催される。7月に『HOMAGE ‐オマージュ・植田正治に捧ぐ‐』〈福山雅治・菊池武夫・堀内誠一〉が植田正治写真美術館で開催された。花田裕之のアルバム『SONG FOR YOU』のジャケット写真を担当する。2006年、富士フイルムCM「PHOTO IS / 福山篇」に出演し、本人撮影の写真が使用されたほか、『PHOTO IS 1万人の写真展』でも自ら撮影した写真を特別参加として8枚出展した。11月に初の作品集『f5.6のハロー 1/125のサヨナラ』を発売し、それを記念した写真展『PHOTO STAGE 〜記憶の箱庭〜』が12月から開催された。この催しは福山による作品に加え、植田正治写真美術館での作品なども展示された。2007年7月、写真展『PHOTO STAGE II 〜出逢いの記憶〜』を開催する。10月、ボブ・ディランの世界的キャンペーン「DYLAN ICON」の一環として行われた<VISIONS OF DYLAN>に参加し、写真とメッセージを提供する。
2008年4月に長崎県美術館で、写真展『PHOTO STAGE III 〜残響〜』を開催。7月、写真集『PORTRAIT 被写体 福山雅治を捉えた写真家たち』が発売される。8月からテレビ朝日北京オリンピックオフィシャルカメラマンを担当。撮影した写真が朝日新聞やAERAに掲載される。2012年6月、四代目市川猿之助、九代目市川中車襲名披露公演の口上ポスター撮影と祝幕デザイン手掛ける。8月、ロンドンオリンピック開催期間に現地で撮影した写真を含んだAERAムック本『LONDON2012 福山雅治×ロンドン五輪』が発売される。2016年8月、テレビ朝日のリオオリンピックオフィシャルカメラマンを担当する。

### 慈善活動
出身地・長崎市の魅力を内外に発信する「長崎ふるさと大使」に2008年に就任。2014年に初の台湾公演に先立ち台湾観光局から「台湾観光親善大使」に任命される。2018年、長崎県の島の魅力を伝えるプロジェクト「NAGASAKI BLUE ISLANDS PROJECT」のナビゲーターに就任した。2020年、長崎市が今も原爆投下時の痕跡を残す「被爆樹木」を平和発信に活用する「長崎クスノキプロジェクト」を立ち上げ、本プロジェクトの総合プロデューサーに就任した。2021年、長崎を元気にするアイデアを県内外から集め、応援するプロジェクト「長崎の変」のクリエイティブプロデューサーを務めることになった。
これまでに『blank13』（2018年）や『泣く子はいねぇが』（2020年）、『スイート・マイホーム』（2023年）など、複数の日本映画に出資している。

## 人物

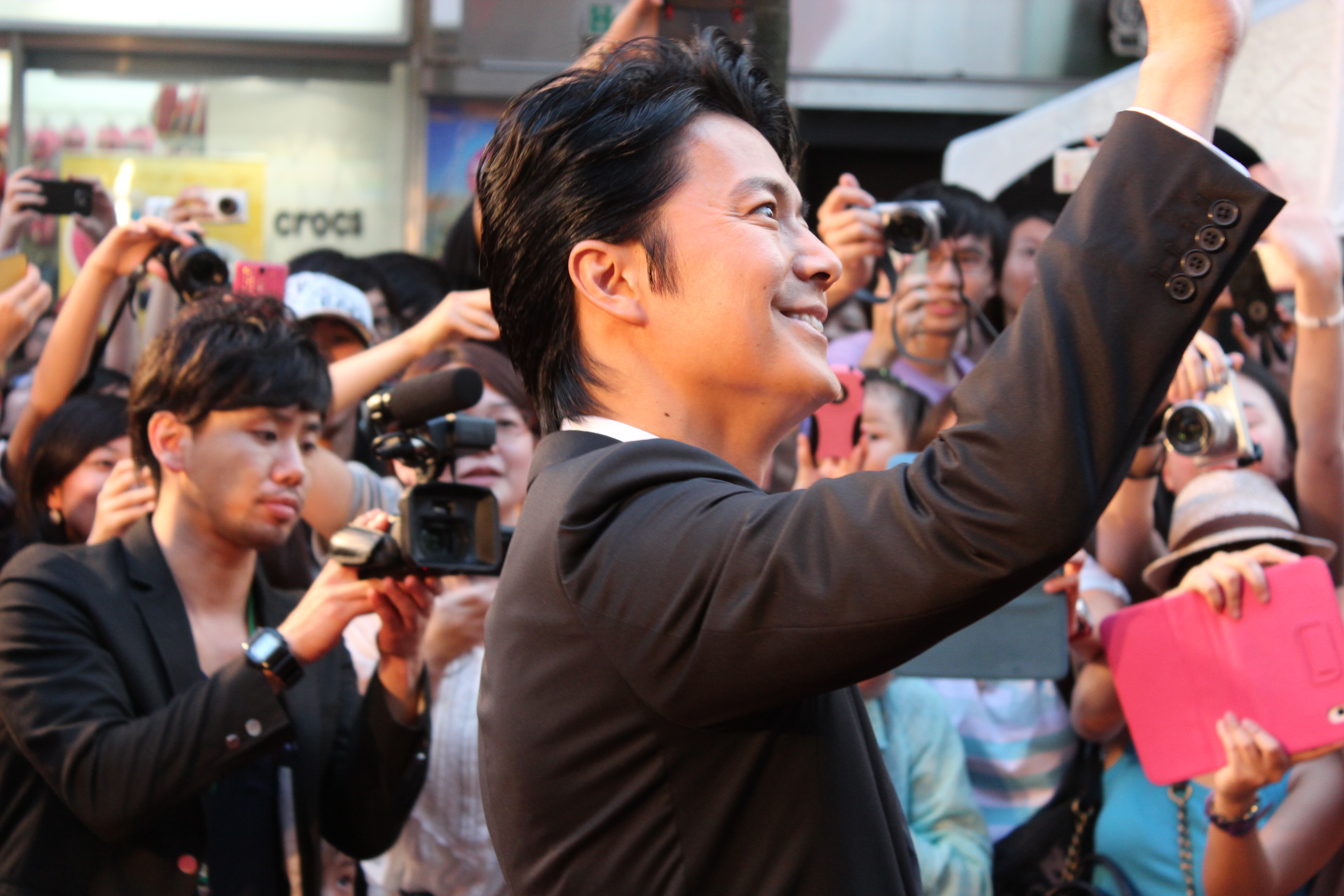
2013年、台北

### ミュージシャンとして
- 兄の影響で中学1年生時に初めてギターを手にして[58]、弾き始め、中学2年生の頃に友人とバンドを結成し、卒業式前日に学校の体育館で最初で最後のライヴを行った。バンド名は「不死鳥（フェニックス）」[注釈 9]。それとは別に兄とバンド“LAR”を組んでTHE MODS、ARBなどのコピーをしていた（兄はドラム、福山はギター）。中学でブラスバンド部（担当楽器はホルン）の部長。
- 音楽への思いが断ち切れず、会社を辞めて単身上京したが、自分の目標を周囲に漏らすのが恥ずかしく、古着屋になることを口実にした。上京するとき、夜行列車の中で盗まれないように靴下の中に20万円を入れていた[8]。
- 歌詞でSIONや浜田省吾、長渕剛、楽曲でTHE MODS、ARBのようなビートロックのバンドに影響を受けた[7]。憧れた表現者がみんな地方出身者で、地方で生まれ、鬱屈したものを抱えている彼らの生き方に共感し、同じように自分は何者なのかを確かめるために上京したなどと話している[7]。デビューアルバム『伝言』は福山本人の希望もあってARBのギタリスト白浜久のバックアップを得て制作されている。SIONに関しては「SORRY BABY」のカバーを発表し、シングル『たまには自分を褒めてやろう』、『石塊のプライド』では共作をしている。浜田省吾に関しては、『福山エンヂニヤリング』番組内の企画（女子大に極秘潜入しての弾き語り）で、「やっぱり、これだな!!」と呟き、「もうひとつの土曜日」を演奏している。同郷の先輩のさだまさしにも敬意を払っている[59]。
- 楽曲の制作はほとんどを作曲した曲に詞を当てはめる「曲先」で行う。リズム録りにあたっては「ドンカマ」及び「クリック」と呼ばれるガイド音を曲に合わせて自ら作成している[60]。2021年のインタビューではメロディが思い浮かんだ際はギターを弾きながらボイスレコーダーに録音し、曲全体のイメージが見えたらエンジニアを招いてPro Toolsにアコースティック・ギターやボーカルを録音していき、音源を切り貼りしながら楽曲の構成を模索していき、概ね決まったら各楽器の演奏を録音していくスタイルをとっている旨を語っている[61][60]。
- デビュー当初はレコーディングおよびコンサートでスタジオミュージシャンがギターを演奏したが、井上鑑の薦めもあり自ら演奏する機会を増やす[62]。
- 福山自身初めてのラブソングとなった「Good night」を作詞する際、音楽プロデューサー木崎賢治とのやりとりのおかげで詞が出来上がっていったと、語っている。
- レコーディングでは演奏すること自体は少ないがベース、ドラム、ピアノ、キーボードなどを演奏する事があり、バンドで必要な楽器は一通り演奏できる[60]。2012年の『福山☆冬の大感謝祭』では「Good night」と「恋」を20年振りにピアノで弾き語りした。
- コンサートではエレクトリック・ギターでの見せ場が頻繁に登場し、ギターソロやリードギターパートをたびたび披露する。ダブルアンコールではステージに1人で立ち、アコースティック・ギターによる弾き語りを披露する。
- 自らの音域の狭さは自覚しており、それがインスト等を作り始めるきっかけになった。

### エピソード
- アミューズのオーディションに応募したが、最終選考に残ったことを伝える郵便が手違いで届かず結果連絡がなかった。落選したと思いドライブに出かけたが、いすゞ・ジェミニ ZZ/Rのマフラーが脱落した。修理しようとアパートへ戻るとオーディションの連絡が電報で届き、急遽オーディション会場へ駆けつけ、遅刻したが受付けられた[63][64]。
- 2014年5月30日にNHKで放映された『POPSの遺伝子』で、デビュー前に乗っていた同年式のいすゞ・ジェミニクーペ ZZ/Rを自ら運転し、のちに購入した。購入したいすゞスポーツは、デビュー前に購入したイーグルの姉妹店である。
- またアミューズ会長の大里洋吉が福山のラジオに出演した際、オーディションに福山が遅刻したことについて「遅刻するような時間にルーズな奴は芸能界に向いてないから要らない」と会わずに帰ろうとしたが、周囲の女性スタッフたちが「どうしても会ってほしい」と訴えたことに「女の子たちがそこまで言うからには何か持っている奴なのかも知れない」と考え会うことにした、と語っている。
- 『美女か野獣』『龍馬伝』で共演した児玉清とはメールのやり取りなどを通じてプライベートでも交流があり、"東京の父"として慕っていた[65]。
- 事務所の先輩の桑田佳祐とはプライベートでも交流があり、福山は桑田に誕生日のお祝いをプレゼントしたり、逆に桑田が自身のラジオ番組でメールでのやりとりを語るなどの仲である[66][67]。
- 『ひとつ屋根の下』シリーズで共演した自身の兄役であった江口洋介とは未だにとても仲が良く、数少ない気安い友人関係を築いている[68]。
- 阿部典史のファンでもあり、交流があったとのこと。[69]
- 事務所の後輩であり、『龍馬伝』、『ラストマン-全盲の捜査官-』等で共演した、大泉洋とは仲が良く、互いに物真似をする[70][71][72]。
- 2005年、禁煙に成功した有名人のひとりとして、タバコ問題首都圏協議会から「2005世界禁煙デー記念 卒煙表彰」を授与されている[73]。
- 2009年8月9日放送の『福山雅治のSUZUKI TALKING F.M.』ではその日が長崎原爆の日であることからこのことに触れ、「父はもろに被爆した。母も厳密に言えば被爆しており、僕は被爆2世ということになる」と発言している[74]。ただし、ラジオでは以前から何度かそのことに触れていたため、今更ニュースになったことに「何か変だな」と感じた。父は福山が高校2年生の時に癌のため他界している。
- 2011年2月27日放送の『魂のラジオ』で福山は、ニコニコ動画の熱心な利用者で、最初期からのプレミアム会員であることを明かした。ニコニコ生放送をよくチェックしている。「オファーがあれば（生放送に）出ますよ」と発言した。発言を抜粋した動画は「ニコ動で最も愛されているイケメン」などと紹介されている[75]。
- 2011年に『ドラえもん』でアニメ声優に初挑戦した。これは、2010年9月17日の放送で福山をイメージしたキャラクター・福山雅秋が登場したことについて、福山が『魂のラジオ』内で「だったら（ドラえもんに）出してよ」との発言がドラえもんの製作サイドに伝わったことがきっかけ。2011年2月11日放送の3時間スペシャルと同年公開の映画『ドラえもん 新・のび太と鉄人兵団 〜はばたけ 天使たち〜』にカメオ出演し、同映画のテレビCM「福山雅秋バージョン」でナレーションも担当。福山は「しずかちゃんが大ファンだという設定で嬉しかったですねえ。相当いろいろな人に自慢しましたから。芸能界に入って2番目に嬉しかったことです。ちなみに1番はビヨンセに『アイ・ライク・フクヤマ』って言われたこと」と述べている[76]。
- 芸能界に入ってからの夢は3つあり、「『笑っていいとも!』に出演すること」、「『オールナイトニッポン』のパーソナリティーを務めること」、「『徹子の部屋』に出演すること」であった。このうち、2013年まで「『徹子の部屋』に出演すること」夢だけが実現していなかったが[77]、2013年9月25日放送のスペシャル番組『出張!徹子の部屋パート6 夢トーク豪華4本勝負 お宝映像も大放出スペシャル』の出演で実現、しかし福山が居る音楽スタジオに徹子が出向いて出演した。レギュラー放送は2016年9月22日の放送で初出演した。
- 『an・an』の「好きな男ランキング」では10年連続2位を獲得していた[注釈 10]。
- 下着メーカーが2005年に行ったアンケートの「ホワイトデーに下着を贈られたい男性有名人」で第1位、「自分の下着を一緒に買いに行きたい男性有名人」で第3位になる[注釈 11]。
- 『オリコン』調べによる「男性が選ぶなりたい顔」では、2013年で5連覇となり殿堂入りをした[78]。
- WOWOWで生中継される『UFC日本大会』にゲスト出演するなど格闘技観戦が好きで、同じく格闘技観戦好きの稲葉浩志サイドからのオファーにより稲葉のオフィシャルサイト内でUFC対談を繰り広げた[79]。
- 是枝裕和監督は福山という役者について、人間的にダークな役、人間の嫌な部分を演じるのがかなり上手く、見ているこちらが色々と想像したくなる演技をすると絶賛している[80]。
- 韓国でもファンが多い[81]。
- 2016年1月16日放送の『福のラジオ』で、憧れのブランドであったパテック・フィリップの腕時計を購入したことを明かした。しかし満を持して購入した時計であるにも関わらず、老眼のため文字盤上のブランド名を読むことができず「やりたいと思ったことは、早めにやったほうがいいなっていう風に思った。」「買いたいと思ったものは早めに買ったほうがいいなと思った。」と述べている[82]。
- 福山ファンたるマンション管理人が2016年5月6日20時頃に福山宅に不法侵入して5月22日に逮捕された[83]。
- 「妻・吹石一恵が妊娠している」と2016年8月に発表、「第1子が誕生した」と2016年12月22日に発表[84]。
- 2017年8月19日の『福山雅治 福のラジオ』放送中に、自身の公式Instagramを開始[85]。
- NHK『連続テレビ小説』への出演に意欲を示している[86]。
- 2020年10月に行われ、670人が投票に参加した「イケボだと思う俳優ランキング」では、中村倫也や伊藤健太郎らを凌ぎ1位を獲得した[87]。
- 2021年4月10日放送の『福のラジオ』で、3年前からオレちゃんとトラちゃん2匹の保護猫を飼っていると公言した[88]。
- 2022年に行われた、タレントパワーランキング「男性歌手の人気ランキング」では第２位に選ばれる。このランキング第１位は事務所の先輩である桑田佳祐だった[89]。
- デビュー時から写真週刊誌や臆測記事について完全スルーしていたが、2021年7月11日の『福のラジオ』では、写真週刊誌に子供の写真がモザイク付きとはいえ、無断で掲載されたことについて「全然知らない人が、そしていつでもモザイクを外せるような状態で、（子供の写真）を共有しているわけですよね。これって、とても怖いことだなと思った。恐ろしいことだな」「芸能人だからと我慢して、これから何年も過ごしていかなきゃいけないのは違う」「ちょっと一線どころか、ずいぶん超えたところに来ちゃった」と言及した[90]。

## 受賞歴
ザテレビジョンドラマアカデミー賞
- 『第4回ザテレビジョンドラマアカデミー賞』主題歌賞「HELLO」（ドラマ『最高の片想い』主題歌）[91]
- 『第55回ザテレビジョンドラマアカデミー賞』主演男優賞『ガリレオ』[92]

日本ゴールドディスク大賞
- 『第10回日本ゴールドディスク大賞』ベスト5・シングル賞『HELLO』[93]
- 『第14回日本ゴールドディスク大賞』ロック・アルバム・オブ・ザ・イヤー『MAGNUM COLLECTION 1999 "Dear"』[94]
- 『第15回日本ゴールドディスク大賞』ソング・オブ・ザ・イヤー『桜坂』[95]
- 『第16回日本ゴールドディスク大賞』ロック・アルバム・オブ・ザ・イヤー『f』[96]
- 『第18回日本ゴールドディスク大賞』ソング・オブ・ザ・イヤー『虹/ひまわり/それがすべてさ』[97]
- 『第29回日本ゴールドディスク大賞』ベスト5アルバム『HUMAN』[98]
- 『第30回日本ゴールドディスク大賞』企画・アルバム・オブ・ザ・イヤー『「魂リク」』[99]

山本健吉文学賞
- 『第1回山本健吉文学賞』（歌詞部門）『桜坂』[100]

観光庁長官表彰
- 『第2回観光庁長官表彰』（国内観光振興）[101]

橋田賞
- 『第19回橋田賞』（龍馬伝）[102]

ギャラクシー賞
- 『第48回ギャラクシー賞』個人賞（テレビ部門）『龍馬伝』[18]

ヨコハマ映画祭
- 『第35回ヨコハマ映画祭』主演男優賞（『そして父になる』、『真夏の方程式』）[23]

日本アカデミー賞
- 『第37回日本アカデミー賞』優秀主演男優賞（『そして父になる』） [24]

高崎映画祭
- 『第28回高崎映画祭』最優秀主演男優賞（『そして父になる』）[25]

香港国際流行音楽大賞
- 『第26回香港国際流行音楽大賞』Top Japanese Gold Song 金賞『HUMAN』、Top Artist Japan 金賞[103]

日本レコード大賞
- 『第57回日本レコード大賞』特別賞[104]

TAMA映画賞
- 『第12回TAMA映画賞』最優秀男優賞（『マチネの終わりに』、『ラストレター』）

報知映画賞
- 『第47回報知映画賞』主演男優賞（『沈黙のパレード』）[105]

## ディスコグラフィ
2014年4月9日から一部アルバムのデジタル配信を開始し、2015年3月25日までにほぼすべての楽曲を配信している。2017年12月22日から全曲サブスクリプションサービスの音楽配信を解禁している。

### シングル

#### CDシングル
|      | 発売日         | タイトル                                 | 販売形態        | 規格品番 | 最高位 | 収録アルバム                                             |
| ---- | -------------- | ---------------------------------------- | --------------- | --- | ------ | -------------------------------------------------------- |
| 1st  | 1990年3月21日  | 追憶の雨の中                             | 8cmCD           | R10A-122 | 圏外   | 伝言                                                     |
| 2nd  | 1990年11月7日  | アクセス                                 | 8cmCD           | BVDR-21 | 圏外   | LION                                                     |
| 3rd  | 1991年2月21日  | 風をさがしてる                           | 8cmCD           | BVDR-31 | 圏外   | LION                                                     |
| 4th  | 1991年10月21日 | WOH WOW/ただ僕がかわった                 | 8cmCD           | BVDR-63 | 89位   | BROS.                                                    |
| 5th  | 1992年5月21日  | Good night                               | 8cmCD           | BVDR-99 | 9位    | BOOTS                                                    |
| 6th  | 1992年10月28日 | 約束の丘                                 | 8cmCD           | BVDR-130 | 15位   | BOOTS                                                    |
| 7th  | 1993年6月2日   | MELODY/BABY BABY                         | 8cmCD           | BVDR-170 | 5位    | Calling（#1） M-COLLECTION 風をさがしてる（#2）          |
| 8th  | 1993年9月29日  | All My Loving/恋人                       | 8cmCD           | BVDR-203 | 2位    | Calling                                                  |
| 9th  | 1994年3月24日  | IT'S ONLY LOVE/SORRY BABY                | 8cmCD           | BVDR-234 | 1位    | ON AND ON（#1） Calling（#2）                            |
| 10th | 1995年2月6日   | HELLO                                    | 12cmCD          | BVCR-8803 | 1位    | M-COLLECTION 風をさがしてる                              |
| 11th | 1995年10月2日  | Message/今 このひとときが 遠い夢のように | 12cmCD          | BVCR-8901 | 1位    | MAGNUM COLLECTION 1999 "Dear"                            |
| 12th | 1998年4月30日  | Heart/you                                | 12cmCD          | BVCR-8819 | 3位    | SING A SONG                                              |
| 13th | 1998年11月5日  | Peach!!/Heart of Xmas                    | 12cmCD          | BVCS-29901 | 4位    | MAGNUM COLLECTION 1999 "Dear"（#1） アルバム未収録（#2） |
| 14th | 1999年11月17日 | HEAVEN/Squall                            | 12cmCD          | BVCR-19801 | 1位    | f（#1） MAGNUM COLLECTION 1999 "Dear"（#2）              |
| 15th | 2000年4月26日  | 桜坂                                     | 12cmCD          | MVCH-1205A | 1位    | f                                                        |
| 15th | 2000年4月26日  | 桜坂                                     | 12cmCD          | MVCH-1205 | 1位    | f                                                        |
| 16th | 2000年10月12日 | HEY!                                     | 12cmCD          | UUCH-5007 | 1位    | f                                                        |
| 17th | 2001年3月28日  | Gang★                                    | 12cmCD          | UUCH-5014 | 3位    | f                                                        |
| 18th | 2003年8月27日  | 虹/ひまわり/それがすべてさ               | 12cmCD          | UUCH-5070 | 1位    | 5年モノ                                                  |
| 19th | 2004年12月1日  | 泣いたりしないで/RED×BLUE                | 12cmCD          | UUCH-5071 | 1位    | 5年モノ                                                  |
| 20th | 2005年8月17日  | 東京                                     | 12cmCD+DVD      | UUCH-9009（初回限定盤） | 2位    | 5年モノ                                                  |
| 20th | 2005年8月17日  | 東京                                     | 12cmCD          | UUCH-5072（通常盤） | 2位    | 5年モノ                                                  |
| 21st | 2006年5月24日  | milk tea/美しき花                        | 12cmCD+DVD      | UUCH-9016（初回限定盤） | 1位    | 5年モノ                                                  |
| 21st | 2006年5月24日  | milk tea/美しき花                        | 12cmCD          | UUCH-5073（通常盤） | 1位    | 5年モノ                                                  |
| 22nd | 2007年4月11日  | 東京にもあったんだ/無敵のキミ            | 12cmCD+DVD      | UUCH-9020（初回限定盤） | 2位    | 残響（#1） アルバム未収録（#2）                          |
| 22nd | 2007年4月11日  | 東京にもあったんだ/無敵のキミ            | 12cmCD          | UUCH-5075（通常盤） | 2位    | 残響（#1） アルバム未収録（#2）                          |
| 23rd | 2008年10月22日 | 想 -new love new world-                  | 12cmCD+DVD      | UUCH-9021（初回限定盤A CD+Music Clip）                                                                                             | 2位    | 残響                                                     |
| 23rd | 2008年10月22日 | 想 -new love new world-                  | 12cmCD+BonusCD  | UUCH-9022（初回限定盤B CD+ライブ音源）                                                                                             | 2位    | 残響                                                     |
| 23rd | 2008年10月22日 | 想 -new love new world-                  | 12cmCD          | UUCH-5076（通常盤） | 2位    | 残響                                                     |
| 24th | 2009年5月20日  | 化身                                     | 12cmCD+Goods    | UUCH-9023（初回限定 祝20周年突入!! スペシャル・タオル付盤）                                                                        | 1位    | 残響                                                     |
| 24th | 2009年5月20日  | 化身                                     | 12cmCD+DVD      | UUCH-9024（初回限定 Music Clip DVD付盤）                                                                                           | 1位    | 残響                                                     |
| 24th | 2009年5月20日  | 化身                                     | 12cmCD          | UUCH-5077（通常盤） | 1位    | 残響                                                     |
| 25th | 2009年12月16日 | はつ恋                                   | 12cmCD+Goods    | UUCH-9027（初回限定 リリー・フランキー デザイン「Tシャツ / ドレスステッカー」付盤）                                                | 1位    | THE BEST BANG!!                                          |
| 25th | 2009年12月16日 | はつ恋                                   | 12cmCD+DVD      | UUCH-9028（初回限定 DVD+リリー・フランキー デザイン「ドレスステッカー」付盤）                                                      | 1位    | THE BEST BANG!!                                          |
| 25th | 2009年12月16日 | はつ恋                                   | 12cmCD          | UUCH-5078（通常盤:リリー・フランキー デザイン「ドレスステッカー」付）                                                              | 1位    | THE BEST BANG!!                                          |
| 26th | 2010年8月11日  | 蛍/少年                                  | 12cmCD+DVD      | UUCH-9030（初回限定 Music Clip DVD付盤）                                                                                           | 1位    | THE BEST BANG!!                                          |
| 26th | 2010年8月11日  | 蛍/少年                                  | 12cmCD+BonusCD  | UUCH-9031（初回限定 32Pスペシャルフォトブックレット + ボーナスCD + 着うたダウンロード付盤）                                        | 1位    | THE BEST BANG!!                                          |
| 26th | 2010年8月11日  | 蛍/少年                                  | 12cmCD          | UUCH-5079（通常盤） | 1位    | THE BEST BANG!!                                          |
| 27th | 2011年8月31日  | 家族になろうよ/fighting pose             | 12cmCD+DVD      | UUCH-9041（初回限定「I'm with U キミと、24時間ラジオ」スペシャル・アンプラグドライヴ DVD付盤 〜東日本大震災 チャリティシングル〜） | 1位    | HUMAN                                                    |
| 27th | 2011年8月31日  | 家族になろうよ/fighting pose             | 12cmCD+DVD      | UUCH-9042（初回限定「家族になろうよ/fighting pose」Music Clip DVD付盤）                                                            | 1位    | HUMAN                                                    |
| 27th | 2011年8月31日  | 家族になろうよ/fighting pose             | 12cmCD          | UUCH-5080（通常盤） | 1位    | HUMAN                                                    |
| 28th | 2012年3月28日  | 生きてる生きてく                         | 12cmCD+DVD      | UUCH-9043（初回限定「WOWOW大開局祭」ライヴ映像収録 DVD付盤）                                                                       | 1位    | HUMAN                                                    |
| 28th | 2012年3月28日  | 生きてる生きてく                         | 12cmCD+DVD      | UUCH-9044（初回限定 Music Clip & 冬の大感謝祭 其の十一 ライヴ映像収録 DVD付盤）                                                    | 1位    | HUMAN                                                    |
| 28th | 2012年3月28日  | 生きてる生きてく                         | 12cmCD          | UUCH-5081（通常盤） | 1位    | HUMAN                                                    |
| 29th | 2012年10月10日 | Beautiful life/GAME                      | 12cmCD+DVD      | UUCH-9045（初回限定「Beautiful life」 Music Clip DVD付盤）                                                                         | 1位    | HUMAN                                                    |
| 29th | 2012年10月10日 | Beautiful life/GAME                      | 12cmCD+DVD      | UUCH-9046（初回限定「GAME」 Music Clip DVD付盤）                                                                                   | 1位    | HUMAN                                                    |
| 29th | 2012年10月10日 | Beautiful life/GAME                      | 12cmCD          | UUCH-5082（通常盤） | 1位    | HUMAN                                                    |
| 30th | 2013年4月10日  | 誕生日には真白な百合を/Get the groove    | 12cmCD+DVD      | UUCH-9047（初回限定「誕生日には真白な百合を」 Music Clip DVD付盤）                                                                 | 1位    | HUMAN                                                    |
| 30th | 2013年4月10日  | 誕生日には真白な百合を/Get the groove    | 12cmCD+DVD      | UUCH-9048（初回限定「Get the groove」 Music Clip DVD付盤）                                                                         | 1位    | HUMAN                                                    |
| 30th | 2013年4月10日  | 誕生日には真白な百合を/Get the groove    | 12cmCD          | UUCH-5083（通常盤） | 1位    | HUMAN                                                    |
| 31st | 2015年8月19日  | I am a HERO                              | 12cmCD+Goods    | POCS-20902（初回限定 特製グッズ「fukuyama 25th」スペシャル・マフラータオル付盤）                                                   | 1位    | 福の音                                                   |
| 31st | 2015年8月19日  | I am a HERO                              | 12cmCD+DVD      | POCS-20903（初回限定「I am a HERO」 + 「ステージの魔物」 Music Clips DVD付盤）                                                     | 1位    | 福の音                                                   |
| 31st | 2015年8月19日  | I am a HERO                              | 12cmCD          | POCS-20009（通常盤） | 1位    | 福の音                                                   |
| 31st | 2015年8月19日  | I am a HERO                              | 12cmCD          | PROJ-5018（ファンクラブ限定 1st Album「伝言」に収録されている楽曲「I LOVE YOU」 のセルフカヴァー + メッセージカード付 BROS.盤）    | 1位    | 福の音                                                   |
| 32nd | 2017年9月13日  | 聖域                                     | 12cmCD+DVD      | POCS-20904（初回限定「25周年ライブ映像ダイジェスト」DVD付盤）                                                                      | 1位    | AKIRA                                                    |
| 32nd | 2017年9月13日  | 聖域                                     | 12cmCD+DVD      | POCS-20905（初回限定「聖域」 Music Clips DVD付盤）                                                                                 | 1位    | AKIRA                                                    |
| 32nd | 2017年9月13日  | 聖域                                     | 12cmCD          | POCS-20010（通常盤） | 1位    | AKIRA                                                    |
| 32nd | 2017年9月13日  | 聖域                                     | 12cmCD（2枚組） | PROJ-5032/3（ファンクラブ限定「WE'RE BROS.大祭 in TOKYO DOME 2016/9/25&26 ライブ音源」CD付 BROS.盤）                               | 1位    | AKIRA                                                    |

#### デジタル・シングル
|      | 配信開始日    | タイトル                           | CD初収録作品                 | オリコン最高位 （デジタルシングル） |
| 1st  | 2015年3月25日 | 何度でも花が咲くように私を生きよう | I am a HERO                  |                                     |
| 2nd  | 2016年8月5日  | 1461日                             | AKIRA                        |                                     |
| 3rd  | 2017年12月1日 | トモエ学園                         | AKIRA                        | 42位                                |
| 4th  | 2018年4月7日  | 零 -ZERO-                          | AKIRA                        | 2位                                 |
| 5th  | 2018年8月27日 | 甲子園                             | AKIRA                        | 9位                                 |
| 6th  | 2020年11月9日 | 心音                               | AKIRA                        | 4位                                 |
| 7th  | 2022年2月6日  | 道標 2022                          |                              | 22位                                |
| 8th  | 2022年12月5日 | 妖                                 | 「妖/光」+「口福歌 11Songs」 | 3位                                 |
| 9th  | 2023年12月4日 | 想望                               |                              | 1位                                 |
| 10th | 2024年2月19日 | ひとみ                             | 2位                          |                                     |
| 11th | 2024年6月26日 | 桜坂 2024                          |                              |                                     |
| 12th | 2025年6月30日 | クスノキ-500年の風に吹かれて-      |                              |                                     |

#### その他のシングル
| 発売日         | アーティスト名義         | タイトル                                | 販売形態   | 規格品番                 |
| -------------- | ------------------------ | --------------------------------------- | ---------- | ------------------------ |
| 1997年12月     | 福山雅治                 | BROS. Xmas                              | 12cmCD     |                          |
| 2004年7月28日  | 福山雅治                 | FUKUYAMA PRESENTS 虹 〜もうひとつの夏〜 | 12cmCD     | UUCH-9007                |
| 2005年6月8日   | SIONと福山雅治           | たまには自分を褒めてやろう              | 12cmCD     | BVCH-49601（通常盤）     |
| 2005年6月8日   | SIONと福山雅治           | たまには自分を褒めてやろう              | 12cmCD+DVD | BVCH-49602（初回限定盤） |
| 2006年11月1日  | INOUE AKIRA & M.I.H.BAND | wish                                    | 12cmCD     | UUCH-9017（初回限定盤）  |
| 2006年11月1日  | INOUE AKIRA & M.I.H.BAND | wish                                    | 12cmCD+DVD | UUCH-5074（通常盤）      |
| 2007年11月21日 | KOH+                     | KISSして                                | 12cmCD+DVD | UPCH-80050               |
| 2008年10月1日  | KOH+                     | 最愛                                    | 12cmCD+DVD | UPCH-80090               |
| 2013年5月29日  | KOH+                     | 恋の魔力                                | 配信限定   | 配信限定                 |
| 2013年5月29日  | HARA+                    | 恋の魔力                                | 配信限定   | 配信限定                 |
| 2013年5月29日  | A-Lin+                   | 恋の魔力                                | 配信限定   | 配信限定                 |
| 2014年6月29日  | 福山雅治                 | 暁 (中国語 Ver.)                        | 配信限定   | 配信限定                 |
| 2022年2月6日   | 福山雅治                 | 道標 2022                               | 配信限定   | 配信限定                 |

### アルバム

#### オリジナルアルバム
|      | 発売日         | タイトル    | 規格品番                                                                     | オリコン最高位 |
| ---- | -------------- | ----------- | ---------------------------------------------------------------------------- | -------------- |
| 1st  | 1990年4月21日  | 伝言        | BVCR-2                                                                       |                |
| 2nd  | 1991年3月21日  | LION        | BVCR-32                                                                      |                |
| 3rd  | 1991年11月6日  | BROS.       | BVCR-59                                                                      | 52位           |
| 4th  | 1992年11月21日 | BOOTS       | BVCR-100                                                                     | 11位           |
| 5th  | 1993年10月21日 | Calling     | BVCR-638                                                                     | 1位            |
| 6th  | 1994年6月9日   | ON AND ON   | BVCR-666                                                                     | 1位            |
| 7th  | 1998年6月24日  | SING A SONG | BVCR-808                                                                     | 5位            |
| 8th  | 2001年4月25日  | f           | UUCH-1013A（初回限定 LPサイズパッケージ盤）                                  | 2位            |
| 8th  | 2001年4月25日  | f           | UUCH-1013                                                                    | 2位            |
| 9th  | 2006年12月6日  | 5年モノ     | UUCH-9018/9（初回限定盤 CD + ボーナスディスク）                              | 1位            |
| 9th  | 2006年12月6日  | 5年モノ     | UUCH-1070（通常盤）                                                          | 1位            |
| 10th | 2009年6月30日  | 残響        | UUCH-9025（初回限定：スペシャルグッズ + Music Clip DVD付盤）                 | 1位            |
| 10th | 2009年6月30日  | 残響        | UUCH-9026（初回限定：LIVE DVD付盤）                                          | 1位            |
| 10th | 2009年6月30日  | 残響        | UUCH-1072（通常盤）                                                          | 1位            |
| 11th | 2014年4月2日   | HUMAN       | UUCH-9050（初回限定 MUSIC CLIP COLLECTION DVD付盤）                          | 1位            |
| 11th | 2014年4月2日   | HUMAN       | UUCH-9051（初回限定 グッズ付盤）                                             | 1位            |
| 11th | 2014年4月2日   | HUMAN       | UUCH-1078/9（通常盤）                                                        | 1位            |
| 12th | 2020年12月8日  | AKIRA       | POCS-20915（初回限定LIVE映像「ALL SINGLE LIVE」盤/CD+Blu-ray）               | 1位            |
| 12th | 2020年12月8日  | AKIRA       | POCS-20916（初回限定LIVE映像「ALL SINGLE LIVE」盤/CD+2DVD）                  | 1位            |
| 12th | 2020年12月8日  | AKIRA       | POCS-20917（初回限定LIVE映像「KICK-OFF STUDIO LIVE『序』」盤/CD+Blu-ray）    | 1位            |
| 12th | 2020年12月8日  | AKIRA       | POCS-20918（初回限定LIVE映像「KICK-OFF STUDIO LIVE『序』」盤/CD+2DVD）       | 1位            |
| 12th | 2020年12月8日  | AKIRA       | POCS-20919/20（初回限定「30th Anniv. バラード作品集『Slow Collection』」盤） | 1位            |
| 12th | 2020年12月8日  | AKIRA       | POCS-20021（通常盤）                                                         | 1位            |
| 12th | 2020年12月8日  | AKIRA       | PROJ-1911（ファンクラブ限定「BROS.」盤）                                     | 1位            |

#### ベストアルバム
| 発売日         | タイトル                                   | 規格品番                        | オリコン最高位 |
| -------------- | ------------------------------------------ | ------------------------------- | -------------- |
| 1995年6月9日   | M-COLLECTION 風をさがしてる                | BVCR-9301~9302                  | 1位            |
| 1999年12月8日  | MAGNUM COLLECTION 1999 "Dear"              | BVCR-18013~18014                | 1位            |
| 2003年8月27日  | fukuyama masaharu MAGNUM COLLECTION "SLOW" | BVCR-11056                      | 1位            |
| 2010年11月17日 | THE BEST BANG!!                            | UUCH-9032（初回限定盤）         | 1位            |
| 2010年11月17日 | THE BEST BANG!!                            | UUCH-9033（限定生産盤）         | 1位            |
| 2010年11月17日 | THE BEST BANG!!                            | UUCH-1073（通常盤）             | 1位            |
| 2011年4月13日  | THE BEST BANG! -ASIA LIMITED BANG!-        | UUCH-9037                       | 1位            |
| 2015年12月23日 | 福の音                                     | UUCH-9052（完全初回生産限定盤） | 1位            |
| 2015年12月23日 | 福の音                                     | UUCH-9053/5（通常盤）           | 1位            |

#### その他のアルバム
| 発売日         | 種別                                   | タイトル                                                          | 規格品番                                 |
| -------------- | -------------------------------------- | ----------------------------------------------------------------- | ---------------------------------------- |
| 1995年10月21日 | サウンドトラック                       | M-Collection BIRTHDAY PRESENT                                     | BVCR-8021~8022                           |
| 1998年4月30日  | サウンドトラック                       | more                                                              | BVCR-4701                                |
| 1999年8月4日   | サウンドトラック                       | "Perfect Love!" original songs book 『Rendezvous 1』              | BVCS-27005                               |
| 1999年8月4日   | サウンドトラック                       | "Perfect Love!" original sound track 『Rendezvous 2』             | BVCS-27006                               |
| 2000年12月6日  | クラシック・アルバム                   | fukuyama presents MAGNUM CLASSICS Kissin' in the holy night       | UUCH-1011                                |
| 2001年6月27日  | ライブ・アルバム                       | fukuyama masaharu acoustic live best selection "Live Fukuyamania" | BVCR-14004                               |
| 2002年6月26日  | カバー・アルバム                       | 「福山エンヂニヤリング」サウンドトラック The Golden Oldies        | UUCH-1055                                |
| 2005年3月23日  | ギター・インストゥルメンタル・アルバム | Fukuyama Presents Chuei Yoshikawa Acoustic Fukuyamania            | UUCH-9008（初回限定盤）                  |
| 2005年3月23日  | ギター・インストゥルメンタル・アルバム | Fukuyama Presents Chuei Yoshikawa Acoustic Fukuyamania            | UUCH-1060（通常盤）                      |
| 2006年5月24日  | リミックス・アルバム                   | Fukuyama Masaharu ANOTHER WORKS remixed by Piston Nishizawa       | BVCR-18068~18069（初回限定盤）           |
| 2006年5月24日  | リミックス・アルバム                   | Fukuyama Masaharu ANOTHER WORKS remixed by Piston Nishizawa       | BVCR-14028 （初回限定盤）                |
| 2007年11月21日 | サウンドトラック                       | ガリレオ オリジナル・サウンドトラック                             | UUCH-1063                                |
| 2013年6月26日  | コンピレーション・アルバム             | Galileo+                                                          | UUCH-9049（初回限定盤）                  |
| 2013年6月26日  | コンピレーション・アルバム             | Galileo+                                                          | UUCH-1077（通常盤）                      |
| 2015年4月8日   | 弾き語りカバー・アルバム               | 「魂リク」                                                        | POCS-20901（初回限定盤）                 |
| 2015年4月8日   | 弾き語りカバー・アルバム               | 「魂リク」                                                        | POCS-20008（通常盤）                     |
| 2015年6月24日  | 弾き語りカバー・アルバム               | 「魂リク」                                                        | POJS-20901（アナログ盤）                 |
| 2019年2月6日   | 弾き語りライブ・アルバム               | DOUBLE ENCORE                                                     | POCS-20913（初回限定盤 Blu-ray）         |
| 2019年2月6日   | 弾き語りライブ・アルバム               | DOUBLE ENCORE                                                     | POCS-20914（初回限定盤 DVD）             |
| 2019年2月6日   | 弾き語りライブ・アルバム               | DOUBLE ENCORE                                                     | POCS-20013/6（通常盤）                   |
| 2022年9月14日  | ミニアルバム                           | ヒトツボシ 〜ガリレオ Collection 2007-2022〜                      | POCS.20024（通常盤）                     |
| 2022年9月14日  | ミニアルバム                           | ヒトツボシ 〜ガリレオ Collection 2007-2022〜                      | POCS.20925（フォトブック付き限定盤）     |
| 2022年9月14日  | ミニアルバム                           | ヒトツボシ 〜ガリレオ Collection 2007-2022〜                      | POCS.20926（映像付き限定盤）             |
| 2022年9月14日  | ミニアルバム                           | ヒトツボシ 〜ガリレオ Collection 2007-2022〜                      | PROJ-1919（ファンクラブ限定「BROS.」盤） |
| 2023年2月6日   | スペシャルCD                           | 「妖/光」+「口福歌 11Songs」                                      | GTCG-0782（アスマート限定）              |

### 参加作品
| 発売日                 | アーティスト                                                 | タイトル                                             | 規格品番                    | 内容 |
| ---------------------- | ------------------------------------------------------------ | ---------------------------------------------------- | --------------------------- | --- |
| 1993年5月21日          | オールナイトニッポンパーソナリティーズ                       | 今、僕たちにできる事                                 | PCDA-91001                  | 1992年10月期当時のニッポン放送『オールナイトニッポン』パーソナリティ全員が参加。 |
| 1996年6月21日          | 斎藤誠                                                       | Dinner                                               | ESCB-1744                   | 「大切な雨やどり」にコーラスで参加。 |
| 1998年3月25日          | 花田裕之                                                     | SONG FOR YOU                                         | TOCT-11079                  | 「stupid」に参加。 |
| 2001年8月22日          | 尾崎亜美                                                     | Amii-Phonic                                          | FLCF-3874                   | 「風のライオン」にボーカル、ハーモニカで参加。 |
| 2003年12月3日          | 村上“ポンタ”秀一                                             | MY PLEASURE 〜FEATURING GREATEST MUSICIANS〜         | VIJL-60106                  | 村上“ポンタ”秀一の音楽活動30周年記念アルバム。「帰れない二人」（井上陽水の楽曲のカバー）にボーカル、ギターで参加。 |
| 2003年12月3日          | Various Artists                                              | 岡本おさみ アコースティックパーティー with 吉川忠英  | RES-78                      | 吉川忠英プロデュースによる、岡本おさみ作品集。「ノスタルジア」（SIONの楽曲のカバー）にボーカル、ドブロギターで参加。 |
| 2004年5月19日          | Various Artists                                              | 山口百恵トリビュート Thank you for…                  | MHCL-367                    | 山口百恵のトリビュート・アルバム。「秋桜」（山口百恵の楽曲のカバー）で参加。 |
| 2006年6月14日          | Various Artists                                              | 元気ですか                                           | YCCW-10027                  | 中島みゆきのトリビュート・アルバム。「ファイト! (2006 MIX)」（中島みゆきの楽曲のカバー）に“FUKUYAMA ENGINEERING GOLDEN OLDIES CLUB BAND”名義で参加。『「福山エンヂニヤリング」サウンドトラック The Golden Oldies』収録音源を改めてミックスしている。                                                                         |
| 2007年10月17日         | Various Artists                                              | 服部良一 〜生誕100周年記念トリビュート・アルバム〜   | UPCI-1071（CD）             | 「東京ブギウギ」（笠置シヅ子の楽曲のカバー）にボーカル、ギターで参加。 |
| 2007年10月17日         | Various Artists                                              | 服部良一 〜生誕100周年記念トリビュート・アルバム〜   | UPJI-1015（LP）             | 「東京ブギウギ」（笠置シヅ子の楽曲のカバー）にボーカル、ギターで参加。 |
| 2011年3月26日          | 猪苗代湖ズ                                                   | I love you & I need you ふくしま                     | 配信限定                    | 東日本大震災を受けて、「猪苗代湖ズに福山雅治さんが福島を応援しに来てくれたんだ。3月26日。井上鑑さんと」名義でギターとハーモニカで参加。 |
| 2011年4月2日 - 9月30日 | Various Artists                                              | アイのうた〜東日本大震災チャリティ・アルバム         | 期間限定配信                | 東日本大震災による被災者支援や復興支援を目的として、所属レコード会社であるユニバーサルミュージック・ジャパンのアーティスト79組の楽曲を収録したチャリティー・アルバム。福山は「群青 〜ultramarine〜 the first edition」を提供した。                                                                                           |
| 2011年4月20日          | チーム・アミューズ!!                                         | Let's try again                                      | 音楽配信                    | 東日本大震災からの復興支援のため、所属事務所（アミューズ）の先輩である桑田佳祐が発起人となり、事務所のタレント・俳優・ミュージシャン計37組54名が "チーム・アミューズ!!" を結成。福山もボーカル・コーラスなどで参加したほか、サンプリング音源として「桜坂」・「IT'S ONLY LOVE」を提供した。2011年12月31日までの期間限定発売。 |
| 2011年5月25日          | チーム・アミューズ!!                                         | Let's try again                                      | ASCM-6092（CD）             | 東日本大震災からの復興支援のため、所属事務所（アミューズ）の先輩である桑田佳祐が発起人となり、事務所のタレント・俳優・ミュージシャン計37組54名が "チーム・アミューズ!!" を結成。福山もボーカル・コーラスなどで参加したほか、サンプリング音源として「桜坂」・「IT'S ONLY LOVE」を提供した。2011年12月31日までの期間限定発売。 |
| 2011年12月11日         | 石橋凌                                                       | 表現者                                               | AVCD-38386（2CD+DVD）       | 収録曲「AFTER '45」にコーラス、ギターで参加。 |
| 2011年12月11日         | 石橋凌                                                       | 表現者                                               | AVCD-38387（2CD）           | 収録曲「AFTER '45」にコーラス、ギターで参加。 |
| 2015年5月22日          | Char                                                         | ROCK＋                                               | ZRRP-R10（CD）              | 「7月7日」を楽曲提供し、プロデュースで参加。 |
| 2015年5月22日          | Char                                                         | ROCK＋                                               | ZRRP-L10（LP）              | 「7月7日」を楽曲提供し、プロデュースで参加。 |
| 2016年4月27日          | 新山詩織                                                     | あたしはあたしのままで/恋の中                        | 音楽配信                    | 「恋の中」を楽曲提供し、プロデュースで参加。フジテレビ系月9ドラマ『ラヴソング』劇中歌。 |
| 2016年6月29日          | 新山詩織                                                     | あたしはあたしのままで/恋の中                        | JBCZ-6047（CD+DVD）         | 「恋の中」を楽曲提供し、プロデュースで参加。フジテレビ系月9ドラマ『ラヴソング』劇中歌。 |
| 2016年6月29日          | 新山詩織                                                     | あたしはあたしのままで/恋の中                        | JBCZ-6048（CD）             | 「恋の中」を楽曲提供し、プロデュースで参加。フジテレビ系月9ドラマ『ラヴソング』劇中歌。 |
| 2016年6月8日           | 藤原さくら                                                   | Soup                                                 | VIZL-983（CD+DVD）          | 「Soup」楽曲提供。フジテレビ系月9ドラマ『ラヴソング』主題歌。「好きよ 好きよ 好きよ」楽曲提供。同ドラマ劇中歌。 |
| 2016年6月8日           | 藤原さくら                                                   | Soup                                                 | VICL-37177（CD）            | 「Soup」楽曲提供。フジテレビ系月9ドラマ『ラヴソング』主題歌。「好きよ 好きよ 好きよ」楽曲提供。同ドラマ劇中歌。 |
| 2016年9月28日          | Various Artists                                              | 『SCOOP!』オリジナル・サウンドトラック               | UPCH-2097                   | 映画主題歌「無情の海に」に「TOKYO No.1 SOUL SET feat.福山雅治 on guitar」名義で参加。 |
| 2017年5月31日          | 阪本奨悟                                                     | 鼻声/しょっぱい涙                                    | AZZS-63（CD+DVD）           | 楽曲プロデュースで参加。 |
| 2017年5月31日          | 阪本奨悟                                                     | 鼻声/しょっぱい涙                                    | AXCS-2063（CD）             | 楽曲プロデュースで参加。 |
| 2019年10月30日         | 福田進一、福山雅治、荘村清志                                 | 映画「マチネの終わりに」オリジナル・サウンドトラック | COCP-40995                  | 映画『マチネの終わりに』テーマ曲「幸福の硬貨」のクラシックギター演奏で参加。 |
| 2019年11月27日         | Various Artists                                              | 井上陽水トリビュート                                 | UPCH-2198                   | 井上陽水のトリビュート・アルバム。「リバーサイド ホテル」にボーカル、ガットギターで参加。 |
| 2022年3月18日          | 伊勢大貴                                                     | ププッとフムッとかいけつダンス                       | 音楽配信                    | 『映画おしりたんてい シリアーティ』エンディングテーマ。プロデュースで参加。 |
| 2023年12月15日         | Various Artists                                              | ウィッシュ（オリジナル・サウンドトラック）           | UWCD-1120（通常盤）         | 映画『ウィッシュ』劇中歌として、「輝く願い」「無礼者たちへ」の2曲にボーカルで参加。 |
| 2023年12月15日         | Various Artists                                              | ウィッシュ（オリジナル・サウンドトラック）           | UWCD-1121/2（デラックス版） | 映画『ウィッシュ』劇中歌として、「輝く願い」「無礼者たちへ」の2曲にボーカルで参加。 |
| 2025年8月1日           | スミ（菊池日菜子）、アツ子（小野花梨）、ミサヲ（川床明日香） | クスノキ -閃光の影で-                                | 音楽配信                    | 映画「長崎-閃光の影で-」の主題歌で、自身の楽曲「クスノキ」をアレンジしたもの。プロデュース・ディレクションとして参加。 |

### 未発売曲
| 発表年 | タイトル                                       | 備考 |
| ------ | ---------------------------------------------- | --- |
| 1990年 | 星くず                                         | デビューして初めてのライブでのみ披露されたが、音源化はされていない。曲や歌詞が「HUMAN」の元となっている。 |
| 1991年 | ジェロニモ                                     | 1991年のライブで一度だけ披露。音源化はされていない。 |
| 1999年 | Check it out! Shake it up!                     | SUPER TRAPPに提供した楽曲であり、『FUKUYAMA MASAHARU Presents CX mon-9 drama "Perfect Love!" original song book Rendezvous 1』ではSUPER TRAPPが演奏したものを収録しているが、福山本人のセルフカバーは音源化していない。 |
| 2002年 | 福山エンヂニヤリングのテーマ                   | 関西テレビ・フジテレビ系『福山エンヂニヤリング』 テーマ曲として使用されたインストゥルメンタル。もともとは歌ものの曲として作られていた。 |
| 2004年 | Blowin'                                        | 「FUKUYAMA56 ドキュメンタリー 『伝言』」冒頭で鮎川誠との対談の際のBGMとして使用していたほか、ポカリスエットCM「鮎川誠邸篇」CMソングに使用していた。「Blowin'」は正式な曲名でなく、制作当時の仮タイトルである。表記についても正式なものは開示されていない。2018年7月15日放送の『福山雅治と荘口彰久の「地底人ラジオ」』で仮タイトルを開示した。 |
| 2005年 | UEDA SHOJI 17748                               | 星になって地球を見ている植田正治をイメージして作曲した。写真展でオルゴールで発売し（現在は販売終了）、2007年に「HOMAGE」のタイトルでライブ披露している。将来は歌詞をつけてアルバムに収録したいと語る。 |
| 2007年 | 無敵のキミ ピュアビューティーMIX               | ピストン西沢による「無敵のキミ」のリミックスバージョン。2007年8月21日からオンエアしていたKOSEのCM「ピュア」篇のWEB限定メイキング映像で使用していた。 |
| 2007年 | つながる時間                                   | シチズン「つながる時間」CMソングとして使用されたインストゥルメンタル。 |
| 2016年 | Dogons                                         | カバー曲。2016年8月6日放送の『福山雅治 福のラジオ』でオンエアされたが、音源化はされていない。 |
| 2020年 | 煌                                             | 東芝映像ソリューション テレビ「REGZA」CMソングとして使用されたインストゥルメンタル。 |
| 2023年 | 炎のファイター 〜Carry on the fighting sprit〜 | インストゥルメンタル。映画アントニオ猪木をさがしての主題歌として、「炎のファイター」をアレンジした。 |
| 2023年 | Walking with you                               | インストゥルメンタル。日本生命のCMソングとして書き下ろされた。 |
| 2024年 | 万有引力                                       | 日本テレビ系列『DayDay.』の2024年4月からのテーマソング。楽曲タイトルは2024年4月27日のWE'RE BROS. TOUR 2024 静岡公演のMCで発表された。4月29日のDayDay.内のコーナーで公演の一部と共に放送された。 |
| 2024年 | タイトル未定                                   | 2024年10月13日に行われた、「長崎スタジアムシティこけら落としフリーライブ Great Freedom」にて、このライブのために書き下ろした新曲として披露された楽曲。その年の年末の感謝祭でも披露されたが、未だタイトルは未定。 |
| 2025年 | 幻界                                           | 自身が主演する映画、『ブラック・ショーマン』のテーマソングとして書き下ろされたインストゥルメンタル楽曲。「幻界」と「限界」のダブルミーニングとなっている。 |
| 2025年 | 未来絵                                         | 日本生命のCMソングとして書き下ろされた。「未来絵」と「未来へ」のダブルミーニングとなっている。 |

### 映像作品

#### 一般発売作品
| 発売日         | タイトル | 規格品番                      |
| -------------- | --- | ----------------------------- |
| 1992年1月21日  | BROS. | BVVR-27 (VHS)                 |
| 1992年1月21日  | BROS. | BVLR-27 (LD)                  |
| 2001年12月12日 | BROS. | BVBK-31001 (DVD)              |
| 2003年11月26日 | BROS. | BVBK-31015 (DVD)              |
| 1993年6月2日   | START | BVVR-45 (VHS)                 |
| 1993年6月2日   | START | BVLR-45 (LD)                  |
| 2001年12月12日 | START | BVBK-31002 (DVD)              |
| 2003年11月26日 | START | BVBK-31016 (DVD)              |
| 1999年2月6日   | FUKUYAMANIA | BVVS-21001 (VHS)              |
| 2001年12月12日 | FUKUYAMANIA | BVBK-31003 (DVD)              |
| 2003年11月26日 | FUKUYAMANIA | BVBK-31017 (DVD)              |
| 2001年12月12日 | fukuyama MASAHARU EGGS LIVE : OSAKA DOME/CLUB Eggsite                                                                          | UUVH-1019 (VHS)               |
| 2001年12月12日 | fukuyama MASAHARU EGGS LIVE : OSAKA DOME/CLUB Eggsite                                                                          | UUBH-1019 (DVD)               |
| 2003年3月26日  | 嗚呼、大感謝祭 !! | UUBH-9002 (DVD)               |
| 2005年12月14日 | FUKUYAMA MASAHARU 15TH ANNIVERSARY SPECIAL DVD BOX “また逢おう!またやろうな!”                                                  | UUBH-9011 - UUBH-9015 (DVD)   |
| 2007年10月24日 | WE'RE BROS. TOUR 2007 LIVE DVD SPECIAL BOX “17nen mono”                                                                        | UUBH-9021 (DVD)               |
| 2010年4月28日  | FUKUYAMA MASAHARU 20TH ANNIVERSARY WE'RE BROS. TOUR 2009 道標                                                                  | UUBH-9022 (初回限定版DVD)     |
| 2010年4月28日  | FUKUYAMA MASAHARU 20TH ANNIVERSARY WE'RE BROS. TOUR 2009 道標                                                                  | UUBH-1029/30 (通常版DVD)      |
| 2014年11月20日 | FUKUYAMA MASAHARU 20TH ANNIVERSARY WE'RE BROS. TOUR 2009 道標                                                                  | UUXH-1003 (Blu-ray)           |
| 2010年4月28日  | 福山☆夏の大創業祭 稲佐山 | ASBM-4700 (初回限定版DVD)     |
| 2010年4月28日  | 福山☆夏の大創業祭 稲佐山 | ASBM-4701 (通常版DVD)         |
| 2014年11月20日 | 福山☆夏の大創業祭 稲佐山 | UUXH-1004 (Blu-ray)           |
| 2010年6月30日  | WE'RE BROS. TOUR 2007 “17nen mono”                                                                                             | UUBH-1031/32 (DVD)            |
| 2014年11月20日 | WE'RE BROS. TOUR 2007 “17nen mono”                                                                                             | UUXH-1002 (Blu-ray)           |
| 2010年6月30日  | 15th Anniversary WE'RE BROS. FREEDOM TOUR 2005 〜風〜                                                                          | UUBH-1033 (DVD)               |
| 2010年6月30日  | WE'RE BROS. TOUR '98 〜LIKE A HURRICANE〜                                                                                      | UUBH-1034 (DVD)               |
| 2010年6月30日  | 10th Anniversary WE'RE BROS. TOUR MAGNUM COLLECTION 2000                                                                       | UUBH-1035 (DVD)               |
| 2010年6月30日  | 福山☆冬の大感謝祭 其の三 〜横浜甘栗的夜会 / ヨコハマ・マロンチックナイト〜                                                     | UUBH-1036 (DVD)               |
| 2010年6月30日  | 福山☆冬の大感謝祭 其の四 〜♂も♀もパシパシ フィコフィコ! アコギ色の冬休み〜                                                     | UUBH-1037 (DVD)               |
| 2010年6月30日  | 嗚呼、大感謝祭 !! | UUBH-1038 (DVD)               |
| 2012年6月27日  | FUKUYAMA MASAHARU WE'RE BROS. TOUR 2011 THE LIVE BANG !!                                                                       | UUBH-9024/25 (初回限定版DVD)  |
| 2012年6月27日  | FUKUYAMA MASAHARU WE'RE BROS. TOUR 2011 THE LIVE BANG !!                                                                       | UUBH-1039/40 (通常版DVD)      |
| 2014年11月20日 | FUKUYAMA MASAHARU WE'RE BROS. TOUR 2011 THE LIVE BANG !!                                                                       | UUXH-1005 (Blu-ray)           |
| 2012年6月27日  | 福山☆真夏の初体験 THE LIVE BANG !! in 沖縄                                                                                     | ASBU-5500 (初回限定版DVD)     |
| 2012年6月27日  | 福山☆真夏の初体験 THE LIVE BANG !! in 沖縄                                                                                     | ASBU-5501 (通常版DVD)         |
| 2014年11月20日 | 福山☆真夏の初体験 THE LIVE BANG !! in 沖縄                                                                                     | UUXH-1006 (Blu-ray)           |
| 2012年6月27日  | 福山☆冬の大感謝祭 其の十一 初めてのあなた、大丈夫ですか?常連のあなた、お待たせしました♡ 本当にやっちゃいます!『無流行歌祭 !!』 | ASBU-5502 (初回限定版DVD)     |
| 2012年6月27日  | 福山☆冬の大感謝祭 其の十一 初めてのあなた、大丈夫ですか?常連のあなた、お待たせしました♡ 本当にやっちゃいます!『無流行歌祭 !!』 | ASBU-5503 (通常版DVD)         |
| 2014年11月20日 | 福山☆冬の大感謝祭 其の十一 初めてのあなた、大丈夫ですか?常連のあなた、お待たせしました♡ 本当にやっちゃいます!『無流行歌祭 !!』 | UUXH-1007 (Blu-ray)           |
| 2013年6月26日  | 福山☆冬の大感謝祭 其の十二 史上最大の10DAYS !! Hotel de 福山 〜お前とGAMEするBeautiful liveな十日間♡〜                         | UUBH-1041/2 (DVD)             |
| 2014年11月20日 | 福山☆冬の大感謝祭 其の十二 史上最大の10DAYS !! Hotel de 福山 〜お前とGAMEするBeautiful liveな十日間♡〜                         | UUXH-1009 (Blu-ray)           |
| 2014年11月20日 | 福山☆夏の大感謝祭 俺とおまえのStadium Liveリクエスト !! 〜弾き語りでやっちゃいマッスル〜                                       | UUXH-1008 (Blu-ray)           |
| 2015年4月8日   | FUKUYAMA MASAHARU WE'RE BROS. TOUR 2014 HUMAN                                                                                  | GTCG-0644 (Blu-ray初回限定盤) |
| 2015年4月8日   | FUKUYAMA MASAHARU WE'RE BROS. TOUR 2014 HUMAN                                                                                  | GTCG-0645 (Blu-ray通常盤)     |
| 2015年4月8日   | FUKUYAMA MASAHARU WE'RE BROS. TOUR 2014 HUMAN                                                                                  | GTCG-0646 (DVD初回限定盤)     |
| 2015年4月8日   | FUKUYAMA MASAHARU WE'RE BROS. TOUR 2014 HUMAN                                                                                  | GTCG-0647 (DVD通常盤)         |
| 2015年11月11日 | 福山☆冬の大感謝祭 其の十四 男の、男による、男のための聖夜にして野郎夜！ THE BEGINNING                                          | GTCG-0652 (Blu-ray初回限定盤) |
| 2015年11月11日 | 福山☆冬の大感謝祭 其の十四 男の、男による、男のための聖夜にして野郎夜！ THE BEGINNING                                          | GTCG-0653 (Blu-ray通常盤)     |
| 2015年11月11日 | 福山☆冬の大感謝祭 其の十四 男の、男による、男のための聖夜にして野郎夜！ THE BEGINNING                                          | GTCG-0654 (DVD初回限定盤)     |
| 2015年11月11日 | 福山☆冬の大感謝祭 其の十四 男の、男による、男のための聖夜にして野郎夜！ THE BEGINNING                                          | GTCG-0655 (DVD通常盤)         |
| 2024年12月18日 | FUKUYAMA MASAHARU LIVE FILM 言霊の幸わう夏@NIPPON BUDOKAN 2023                                                                 | UUXH-9001 (Blu-ray初回限定盤) |
| 2024年12月18日 | FUKUYAMA MASAHARU LIVE FILM 言霊の幸わう夏@NIPPON BUDOKAN 2023                                                                 | UUXH-1010 (Blu-ray通常盤)     |
| 2024年12月18日 | FUKUYAMA MASAHARU LIVE FILM 言霊の幸わう夏@NIPPON BUDOKAN 2023                                                                 | UUBH-9026 (DVD初回限定盤)     |
| 2024年12月18日 | FUKUYAMA MASAHARU LIVE FILM 言霊の幸わう夏@NIPPON BUDOKAN 2023                                                                 | UUBH-1043/4 (DVD通常盤)       |

#### 限定発売作品
| 発売日         | タイトル                                                                                 | 規格品番                                    |
| -------------- | ---------------------------------------------------------------------------------------- | ------------------------------------------- |
| 2012年12月15日 | 福山☆夏の大感謝祭 俺とおまえのStadium Liveリクエスト !! 〜弾き語りでやっちゃいマッスル〜 | GTCG-0637 (DVD)                             |
| 2012年12月15日 | BROS.TV 3〜8月号＋未公開映像集                                                           | GTCG-0638 (DVD)                             |
| 2013年6月26日  | BROS.TV 9〜2月号＋未公開映像集 !!                                                        | GTCG-0639 (DVD)                             |
| 2013年12月14日 | BROS.TV 3〜8月号＋未公開映像集 !!                                                        | GTCG-0641 (DVD)                             |
| 2014年11月20日 | BROS.TV 9〜3月号＋未公開映像集 !!                                                        | GTCG-0643 (DVD)                             |
| 2014年11月20日 | FUKUYAMA MASAHARU WE'RE BROS. TOUR 2014 HUMAN                                            | GTCG-0644 (Blu-ray初回限定盤)               |
| 2014年11月20日 | FUKUYAMA MASAHARU WE'RE BROS. TOUR 2014 HUMAN                                            | GTCG-0645 (Blu-ray通常盤)                   |
| 2014年11月20日 | FUKUYAMA MASAHARU WE'RE BROS. TOUR 2014 HUMAN                                            | GTCG-0646 (DVD初回限定盤)                   |
| 2014年11月20日 | FUKUYAMA MASAHARU WE'RE BROS. TOUR 2014 HUMAN                                            | GTCG-0647 (DVD通常盤)                       |
| 2015年8月1日   | 福山☆冬の大感謝祭 其の十四 THE BEGINNING                                                 | GTCG-0652 (Blu-ray初回豪華盤)               |
| 2015年8月1日   | 福山☆冬の大感謝祭 其の十四 THE BEGINNING                                                 | GTCG-0653 (Blu-ray通常盤)                   |
| 2015年8月1日   | 福山☆冬の大感謝祭 其の十四 THE BEGINNING                                                 | GTCG-0654 (DVD初回豪華盤)                   |
| 2015年8月1日   | 福山☆冬の大感謝祭 其の十四 THE BEGINNING                                                 | GTCG-0655 (DVD通常盤)                       |
| 2015年12月19日 | BROS.TV 3〜9月号＋未公開映像集 !!                                                        | GTCG-0658 (DVD)                             |
| 2016年6月29日  | BROS.TV 10〜3月号＋未公開映像集 !!                                                       | GTCG-0662 (DVD)                             |
| 2016年12月20日 | BROS.TV 4〜9月号＋未公開映像集 !!                                                        | GTCG-0672 (DVD)                             |
| 2017年6月21日  | BROS.TV Vol.8 2016/10〜2017/3月号+未公開映像集 !!                                        | GTCG-0676 (DVD)                             |
| 2018年3月21日  | BROS.TV Vol.9 2017/4〜2017/9月号+未公開映像集 !!                                         | GTCG-0696 (DVD)                             |
| 2018年12月21日 | BROS.TV Vol.10 2017/10〜2018/3月号+未公開映像集 !!                                       | GTCG-0719 (DVD)                             |
| 2019年12月21日 | BROS.TV Vol.11 2018/4〜2018/9月号+未公開映像集 !!                                        | GTCG-0733 (DVD)                             |
| 2019年12月21日 | お前と密会 2017 春                                                                       | GTCG-0734 (DVD)                             |
| 2019年12月21日 | お前と密会 2017 大阪                                                                     | GTCG-0735 (DVD)                             |
| 2019年12月21日 | お前と密会 2018 in 舞浜                                                                  | GTCG-0736 (DVD)                             |
| 2019年12月21日 | お前と密会 2019 in 豊洲                                                                  | GTCG-0737 (DVD)                             |
| 2021年7月28日  | FUKUYAMA MASAHARU 30th Anniv. ALBUM LIVE 「AKIRA」                                       | GTCG-0757 (Blu-ray初回限定版)               |
| 2021年7月28日  | FUKUYAMA MASAHARU 30th Anniv. ALBUM LIVE 「AKIRA」                                       | GTCG-0759 (Blu-ray通常版)                   |
| 2021年7月28日  | FUKUYAMA MASAHARU 30th Anniv. ALBUM LIVE 「AKIRA」                                       | GTCG-0756 (DVD初回限定版)                   |
| 2021年7月28日  | FUKUYAMA MASAHARU 30th Anniv. ALBUM LIVE 「AKIRA」                                       | GTCG-0758 (DVD通常版)                       |
| 2022年5月21日  | FUKUYAMA MASAHARU 31st Anniv. Live 「Slow Collection」                                   | GTCG-0767 (Blu-ray初回限定版)               |
| 2022年5月21日  | FUKUYAMA MASAHARU 31st Anniv. Live 「Slow Collection」                                   | GTCG-0769 (Blu-ray通常版)                   |
| 2022年5月21日  | FUKUYAMA MASAHARU 31st Anniv. Live 「Slow Collection」                                   | GTCG-0768 (DVD初回限定版)                   |
| 2022年5月21日  | FUKUYAMA MASAHARU 31st Anniv. Live 「Slow Collection」                                   | GTCG-0770 (DVD通常版)                       |
| 2023年3月21日  | FUKUYAMA MASAHARU『30th Anniversary 「THE LIVE」』                                       | GTCG-0776 (Blu-ray初回限定版)               |
| 2023年3月21日  | FUKUYAMA MASAHARU『30th Anniversary 「THE LIVE」』                                       | GTCG-0778 (Blu-ray通常版)                   |
| 2023年3月21日  | FUKUYAMA MASAHARU『30th Anniversary 「THE LIVE」』                                       | GTCG-0777 (DVD初回限定版)                   |
| 2023年3月21日  | FUKUYAMA MASAHARU『30th Anniversary 「THE LIVE」』                                       | GTCG-0779 (DVD通常版)                       |
| 2024年12月18日 | FUKUYAMA MASAHARU LIVE FILM 言霊の幸わう夏@NIPPON BUDOKAN 2023                           | PROJ-4906（ファンクラブ限定BROS.盤Blu-ray） |
| 2024年12月18日 | FUKUYAMA MASAHARU LIVE FILM 言霊の幸わう夏@NIPPON BUDOKAN 2023                           | PROJ-3905（ファンクラブ限定BROS.盤DVD）     |

### 書籍

#### 写真集
- 『Road song』主婦と生活社、1992年12月26日。ISBN 978-4391115222。
  - シカゴからロサンゼルスまでROUTE66を2週間かけて走ったフォトセッション集。
- 『LAICA LIVE LIFE』CBSソニー出版、1994年6月。ISBN 978-4789708739。
  - ライブ写真集。1993年から1994年にかけて行ったツアーに同行したハービー・山口が撮影した。
- 『DISTANCE - LAICA LIVE LIFE 2』アミューズブックス、1999年2月。ISBN 978-4906613397。
  - ライブ写真集第2弾。全国ツアーに同行したハービー・山口が撮影。
- 『f5.6のハロー 1/125のサヨナラ』小学館、2006年11月22日。ISBN 978-4093637084。
  - 福山が撮影した写真作品集であるため、自分を撮影したものも収録しているが、その多くは風景写真となっている。
- 『PORTRAIT - 被写体 福山雅治を捉えた写真家たち』PARCO出版、2008年7月1日。ISBN 978-4891947798。
  - ジャケット撮影などを通して交流がある 4人の写真家たちによる写真集。
- 『福山雅治 坂本龍馬写真集』講談社、2010年7月1日。ISBN 978-4062162302。
  - 大河ドラマ『龍馬伝』の坂本龍馬の写真集であるため、福山自身の写真はない。撮影はツアーやライブにも多く同行している三浦憲治と内田将二。
- 『二〇一〇年 福山雅治と坂本龍馬の旅』講談社、2010年12月9日。ISBN 978-4062167345。
  - 大河ドラマ『龍馬伝』の坂本龍馬写真集第2弾。箭内道彦との対談も収録している。撮影は三浦憲治。
- 『AERAムック「LONDON 2012 福山雅治×ロンドン五輪」』朝日新聞出版、2012年8月30日。ISBN 978-4-02-274458-6。

#### オフィシャル・スコア
- 『オフィシャル・ギター・スコア 福山雅治 / 残響』ドレミ楽譜出版社、2009年8月30日。ISBN 978-4285124293。
  - 福山雅治監修によるアルバム『残響』のギター弾き語り集。
- 『Complete guitar song collection Vol.1［1990〜1997］』ドレミ楽譜出版社、2011年4月16日。ISBN 978-4285129922。
  - 福山雅治監修によるギター弾き語り全曲集。ギター・コレクションやライブフォトも掲載している。
- 『Complete guitar song collection Vol.2［1998〜2010］』ドレミ楽譜出版社、2011年4月16日。ISBN 978-4285129939。
  - 福山雅治監修によるギター弾き語り全曲集。ギター・コレクションやライブフォトも掲載している。

## ライブ

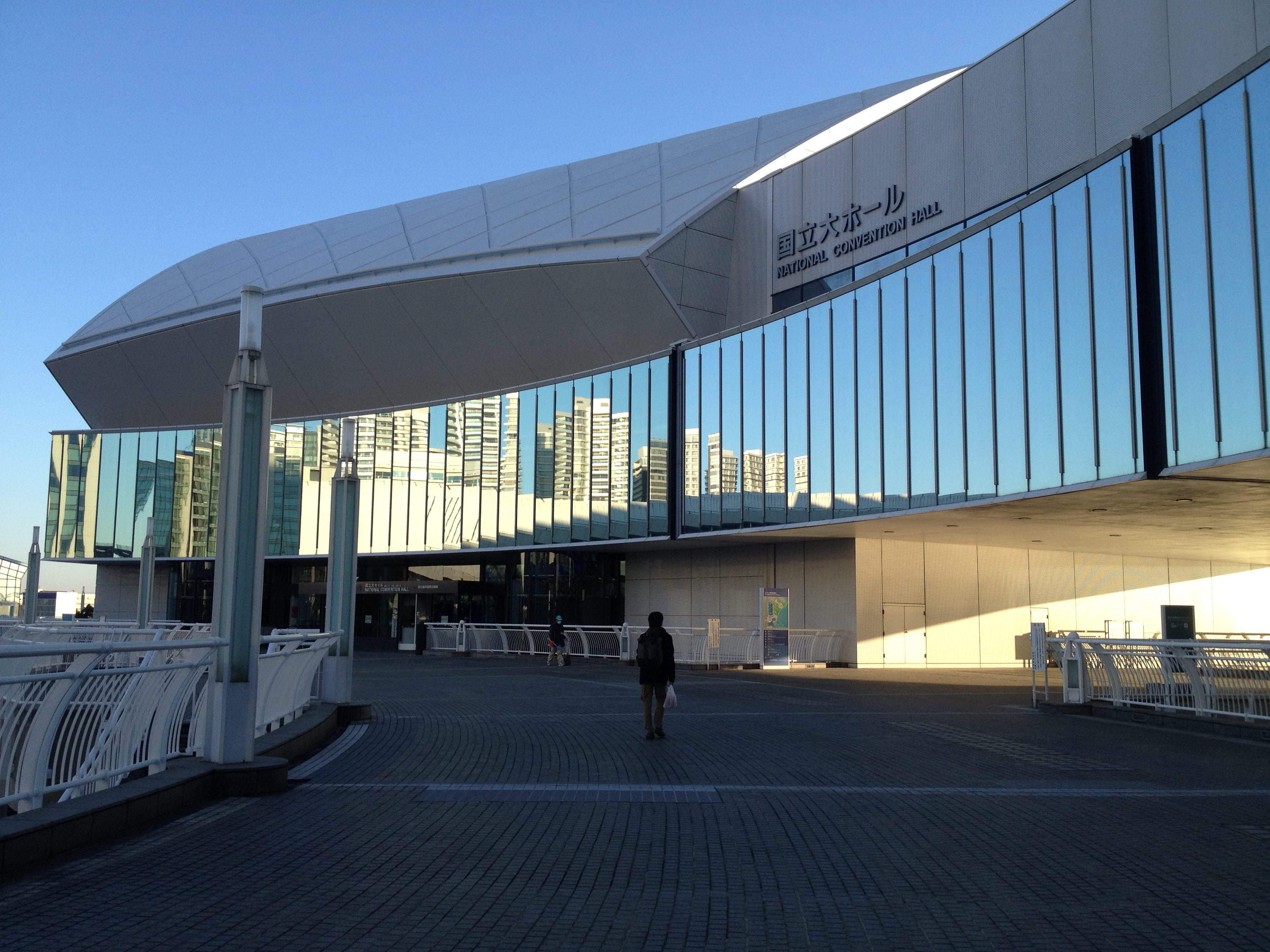
2007年12月の『福山☆冬の大感謝祭 其の八』の会場であったパシフィコ横浜国立大ホール

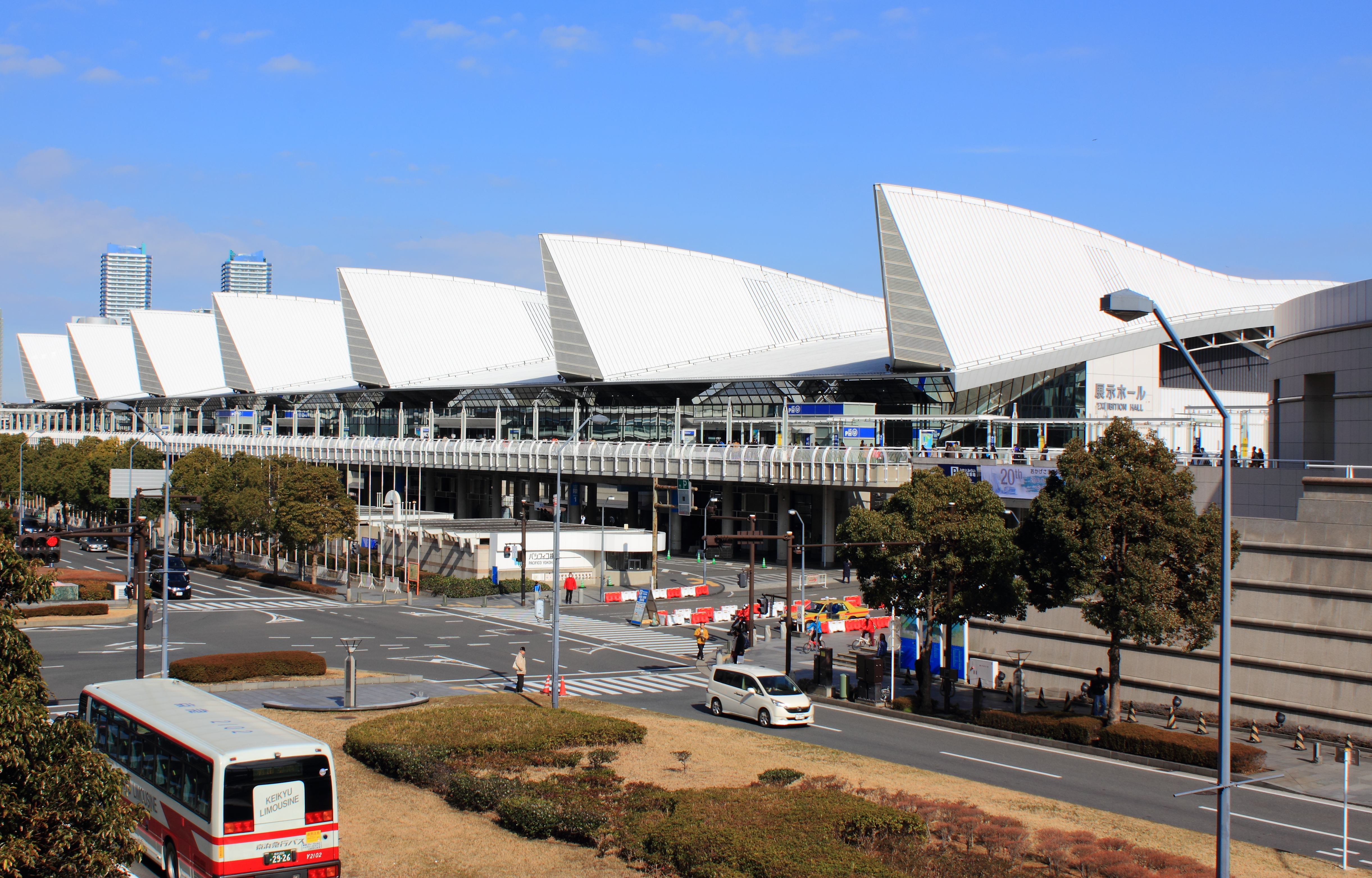
2010年12月の『福山☆冬の大感謝祭 其の十』の会場であったパシフィコ横浜展示ホール

- 渋谷 eggman （1990年5月4日に「Mr.clarinet」として昼の部に初出演。この公演が初ライブとなり、その後同年10月10日、12月9日に福山雅治として出演）
- 横浜 LIVE SQUARE VIVRE （1991年2月8日）
- 渋谷 eggman （1991年2月12日）
- 渋谷 CLUB QUATTRO （1991年5月6日）
- 大阪 amHALL （1991年7月23日）
- 名古屋 HeartLand STUDIO （1991年7月24日）
- 渋谷 CLUB QUATTRO （1991年8月14日）

### 出演イベント
ライブ・レコーディングでの主なサポートメンバー
| 井上鑑（バンドマスター・キーボード、通称「キャプテン」） 山木秀夫（ドラマー、通称「山ちゃん」） 鶴谷智生（ドラマー） 高水健司（ベーシスト、通称「大仏さん」） 美久月千晴（ベーシスト、通称「ミク」） 井上富雄（ベーシスト） 今剛（ギタリスト、通称「今ちゃん」） 小倉博和（ギタリスト、通称「おぐちゃん」） 三沢またろう（パーカッショニスト、通称「またちゃん」） | 西村浩二（トランペット、通称「チビちゃん」） 村田陽一（トロンボーン、通称「村ちゃん」） 山本拓夫（サックス） 金原千恵子（ヴァイオリニスト） 坪倉唯子（バックコーラス） 田中雪子（バックコーラス） 松本英子（バックコーラス） 渕上祥人（バックコーラス） Tiger（バックコーラス） Can'no（バックコーラス） |

## 出演

### ラジオ
| 放送日・放送時間              | キー局       | 番組名                               | パーソナリティ 出演                                                        | 放送開始日    |
| ----------------------------- | ------------ | ------------------------------------ | -------------------------------------------------------------------------- | ------------- |
| 毎週土曜日 14:00 - 14:55      | TOKYO FM     | 福山雅治 福のラジオ                  | 福山雅治 今浪祐介                                                          | 2015年12月5日 |
| 毎週土曜日 22:00 - 23:30      | 渋谷のラジオ | 福山雅治と荘口彰久の「地底人ラジオ」 | 福山雅治 荘口彰久 DSP（アミューズの (D) デジタル (S) 戦略 (P) プランナー） | 2017年5月28日 |
| 毎週月 - 金曜日 24:00 - 24:55 | TOKYO FM     | JET STREAM                           | 福山雅治                                                                   | 2020年3月30日 |

- オールナイトニッポン55周年記念 オールナイトニッポン55時間スペシャル 福山雅治のオールナイトニッポン55時間スペシャル・魂のラジオ（ニッポン放送、2023年2月19日）
- 福山雅治のオールナイトニッポンGOLD 〜睡眠は金なり〜 （ニッポン放送、2024年3月15日）
- 福山雅治音楽デビュー35周年記念 福山雅治のオールナイトニッポンGOLD ～時を越えるRadio～（ニッポン放送、2025年3月21日）

### テレビドラマ
太字は主演。
| 放送年・期間              | 制作局・放送枠                           | タイトル                                                               | 脚本                       | 役名                               |
| ------------------------- | ---------------------------------------- | ---------------------------------------------------------------------- | -------------------------- | ---------------------------------- |
| 1991年7月10日             | 日本テレビ系水曜グランドロマン           | 女同士                                                                 | 綾部伴子                   | 福山雅治 （ライブ映像のVTRで出演） |
| 1991年10月18日 - 12月20日 | TBS系金曜ドラマ                          | あしたがあるから                                                       | 内舘牧子                   | 若村良一                           |
| 1992年4月17日 - 6月26日   | TBS系金曜ドラマ                          | 愛はどうだ                                                             | 遠藤察男                   | 矢沢誠                             |
| 1992年10月16日 - 12月25日 | TBS系金9                                 | ホームワーク                                                           | 遠藤察男                   | 滝本周二                           |
| 1993年4月12日 - 6月28日   | フジテレビ系月9                          | ひとつ屋根の下                                                         | 野島伸司                   | 柏木雅也                           |
| 1993年10月1日             | TBS系                                    | ホームワークスペシャル                                                 | 遠藤察男                   | 滝本周二                           |
| 1995年7月3日 - 9月18日    | フジテレビ系月9                          | いつかまた逢える                                                       | 水橋文美江                 | 紺野伸一                           |
| 1997年4月14日 - 6月30日   | フジテレビ系月9                          | ひとつ屋根の下2                                                        | 野島伸司                   | 柏木雅也                           |
| 1998年4月10日 - 6月26日   | TBS系金曜ドラマ                          | めぐり逢い                                                             | 吉田紀子                   | 中田修二                           |
| 1999年6月1日              | フジテレビ系火9                          | 古畑任三郎 第35回                                                      | 三谷幸喜                   | 堀井岳                             |
| 1999年7月5日 - 9月20日    | フジテレビ系月9                          | パーフェクトラブ!                                                      | 浅野妙子                   | 楠武人                             |
| 2003年1月2日              | 日本テレビ開局50周年記念ドラマスペシャル | 天国のダイスケへ 〜箱根駅伝が結んだ絆〜                                | 相沢友子                   | 飯田洋平                           |
| 2003年1月9日 - 3月20日    | フジテレビ系木曜劇場                     | 美女か野獣                                                             | 吉田智子 武井彩            | 永瀬洋海                           |
| 2003年3月17日             | フジテレビ系月9                          | いつもふたりで 最終話                                                  | 相沢友子                   | 永瀬洋海                           |
| 2003年7月1日・9月9日      | フジテレビ系火9                          | WATER BOYS 第1話・最終話                                               | 橋本裕志 中谷まゆみ        | ラジオDJ （声の出演）              |
| 2004年9月21日             | フジテレビ系火9                          | WATER BOYS2 最終話                                                     | 橋本裕志 中谷まゆみ        | ラジオDJ （声の出演）              |
| 2007年10月15日 - 12月17日 | フジテレビ系月9                          | ガリレオ                                                               | 福田靖 古家和尚 松本欧太郎 | 湯川学                             |
| 2008年10月4日             | フジテレビ系土曜プレミアム               | ガリレオΦ                                                              | 福田靖                     | 湯川学                             |
| 2008年11月3日             | 日本テレビ開局55年記念番組               | the波乗りレストラン 最終話                                             | 大宮エリー                 | けーすけ                           |
| 2010年1月3日 - 11月28日   | NHK総合 大河ドラマ                       | 龍馬伝                                                                 | 福田靖                     | 坂本龍馬                           |
| 2013年4月15日 - 6月24日   | フジテレビ系月9                          | ガリレオ                                                               | 福田靖 仁志光佑            | 湯川学                             |
| 2013年6月22日             | フジテレビ系土曜プレミアム               | ガリレオXX 内海薫最後の事件 愚弄ぶ                                     | 池上純哉 協力：福田靖      | 湯川学                             |
| 2014年6月1日              | 民間全民電視公司                         | わたしのスイート・スター （原題：你照亮我星球 / You Light Up My Star） | 瞿友寧 林純華              | 福山雅治 （カメオ出演）            |
| 2016年3月7日 - 3月10日    | フジテレビ系                             | 桜坂近辺物語                                                           | バカリズム                 | 福山雅治 （カメオ出演）            |
| 2016年4月11日 - 6月13日   | フジテレビ系月9                          | ラヴソング                                                             | 倉光泰子                   | 神代広平                           |
| 2019年4月21日 - 6月23日   | TBS系日曜劇場                            | 集団左遷!!                                                             | いずみ吉紘                 | 片岡洋                             |
| 2022年9月17日             | フジテレビ系土曜プレミアム               | ガリレオ 禁断の魔術                                                    | 岡田道尚                   | 湯川学                             |
| 2023年4月23日 - 6月25日   | TBS系日曜劇場                            | ラストマン-全盲の捜査官-                                               | 黒岩勉                     | 皆実広見                           |

### 映画
太字は主演。
| 公開日                     | 配給                     | タイトル                                                       | 監督              | 脚本              | 役名                   |
| -------------------------- | ------------------------ | -------------------------------------------------------------- | ----------------- | ----------------- | ---------------------- |
| 1988年11月26日             | 松竹                     | ほんの5g                                                       | 太田圭            | 一色伸幸 丸内敏治 | 橋本三蔵               |
| 1996年11月9日              | アミューズ               | アトランタ・ブギ                                               | 山本政志          | 山本政志          | ラジオDJ               |
| 2008年10月4日              | 東宝                     | 容疑者Xの献身                                                  | 西谷弘            | 福田靖            | 湯川学                 |
| 2009年7月18日              | 東宝                     | アマルフィ 女神の報酬                                          | 西谷弘            | クレジットなし    | 佐伯章悟（特別出演）   |
| 2011年6月25日              | 東宝                     | アンダルシア 女神の報復                                        | 西谷弘            | 池上純哉          | 佐伯章悟（特別出演）   |
| 2013年6月29日              | 東宝                     | 真夏の方程式                                                   | 西谷弘            | 福田靖            | 湯川学                 |
| 2013年9月28日              | ギャガ                   | そして父になる                                                 | 是枝裕和          | 是枝裕和          | 野々宮良多             |
| 2014年8月1日               | ワーナー・ブラザース映画 | るろうに剣心 京都大火編 / 伝説の最期編                         | 大友啓史          | 藤井清美 大友啓史 | 比古清十郎             |
| 2014年9月13日              | ワーナー・ブラザース映画 | るろうに剣心 京都大火編 / 伝説の最期編                         | 大友啓史          | 藤井清美 大友啓史 | 比古清十郎             |
| 2016年10月1日              | 東宝                     | SCOOP!                                                         | 大根仁            | 大根仁            | 都城静                 |
| 2017年9月9日               | 東宝、ギャガ             | 三度目の殺人                                                   | 是枝裕和          | 是枝裕和          | 重盛朋章               |
| 2018年2月9日（日本公開日） | ギャガ                   | マンハント                                                     | ジョン・ウー      | 阮世生            | 矢村聡                 |
| 2019年11月1日              | 東宝                     | マチネの終わりに                                               | 西谷弘            | 井上由美子        | 蒔野聡史               |
| 2020年1月17日              | 東宝                     | ラストレター                                                   | 岩井俊二          | 岩井俊二          | 乙坂鏡史郎             |
| 2021年4月23日              | ワーナー・ブラザーズ映画 | るろうに剣心 最終章 The Final                                  | 大友啓史          | 大友啓史          | 比古清十郎（回想出演） |
| 2022年9月16日              | 東宝                     | 沈黙のパレード                                                 | 西谷弘            | 福田靖            | 湯川学                 |
| 2023年10月6日              | ギャガ                   | アントニオ猪木をさがして                                       | 和田圭介 三原光尋 |                   | ナレーター             |
| 2024年1月19日              | 松竹                     | FUKUYAMA MASAHARU LIVE FILM 言霊の幸わう夏@NIPPON BUDOKAN 2023 | 福山雅治          |                   | 福山雅治               |
| 2025年9月12日公開予定      | 東宝                     | ブラック・ショーマン                                           | 田中亮            | 橋本夏            | 神尾武史               |
| 2025年12月公開予定         | 松竹                     | 映画ラストマン -FIRST LOVE-                                    | 平野俊一          | 黒岩勉            | 皆実広見               |

### テレビアニメ
| 放送日        | 制作局       | タイトル   | 役名・声の出演 |
| ------------- | ------------ | ---------- | -------------- |
| 2011年2月11日 | テレビ朝日系 | ドラえもん | 福山雅秋 役    |

### 劇場アニメ
| 公開日        | 配給 | タイトル                                                  | 監督     | 脚本     | 役名・声の出演      |
| ------------- | ---- | --------------------------------------------------------- | -------- | -------- | ------------------- |
| 2011年3月5日  | 東宝 | 映画ドラえもん 新・のび太と鉄人兵団 〜はばたけ 天使たち〜 | 寺本幸代 | 清水東   | 福山雅秋 役         |
| 2018年7月20日 | 東宝 | 未来のミライ                                              | 細田守   | 細田守   | 青年 役             |
| 2022年3月18日 | 東映 | 映画おしりたんてい シリアーティ                           | 門由利子 | 千葉克彦 | シリアーティ教授 役 |

### 吹き替え
| 公開日         | 配給                           | タイトル   | 監督                                        | 脚本                                | 役名・声の出演              |
| -------------- | ------------------------------ | ---------- | ------------------------------------------- | ----------------------------------- | --------------------------- |
| 2023年12月15日 | ウォルト・ディズニー・ジャパン | ウィッシュ | クリス・バック ファウン・ヴィーラスンソーン | ジェニファー・リー アリソン・ムーア | ヴィラン・マグニフィコ王 役 |

### 音楽番組
- サウンドスクエア（1991年秋 - 1992年、熊本県民テレビ） - VJ[147][148]
- SONGSスペシャル『福山雅治 SONGLINE 歌い継ぐ者たち』（2016年3月25日、2016年7月23日、2017年1月30日、NHK総合）
- ウタフクヤマ（2015年10月4日、2015年10月11日、2016年3月27日、2016年12月9日、2017年9月15日、2018年1月5日、フジテレビ）

#### NHK紅白歌合戦出場歴
| 1993年 | 第44回 | 初 | MELODY                                      | NHKホール          | 紅白初出場     |
| 2009年 | 第60回 | 2  | はつ恋                                      | 長崎・グラバー園   | 16年ぶりの出場 |
| 2010年 | 第61回 | 3  | 道標                                        | パシフィコ横浜     |                |
| 2011年 | 第62回 | 4  | 家族になろうよ                              | パシフィコ横浜     |                |
| 2012年 | 第63回 | 5  | Beautiful life                              | パシフィコ横浜     |                |
| 2013年 | 第64回 | 6  | 2013スペシャルメドレー                      | パシフィコ横浜     |                |
| 2014年 | 第65回 | 7  | 2014スペシャルメドレー                      | パシフィコ横浜     |                |
| 2015年 | 第66回 | 8  | デビュー25周年スペシャルメドレー            | パシフィコ横浜     |                |
| 2016年 | 第67回 | 9  | 2016スペシャルメドレー                      | パシフィコ横浜     |                |
| 2017年 | 第68回 | 10 | トモエ学園                                  | パシフィコ横浜     |                |
| 2018年 | 第69回 | 11 | 2018スペシャルメドレー                      | パシフィコ横浜     |                |
| 2019年 | 第70回 | 12 | デビュー30周年直前SPメドレー                | パシフィコ横浜     |                |
| 2020年 | 第71回 | 13 | 家族になろうよ（2回目）                     | NHKホール          | 白組トリ       |
| 2021年 | 第72回 | 14 | 道標 〜紅白2021ver.〜 （2回目）             | 東京国際フォーラム | 白組トリ（2）  |
| 2022年 | 第73回 | 15 | 桜坂（2回目）                               | NHKホール          | 大トリ（3）    |
| 2023年 | 第74回 | 16 | 「HELLO ～ 想望」 紅白スペシャルメドレー    | NHKホール          | 白組トリ（4）  |
| 2024年 | 第75回 | 17 | 「ひとみ ～ 少年」“あなたへの歌” SPメドレー | NHKホール          | 白組トリ（5）  |
| - 備考のトリ等の次にある（）はトリ等を務めた回数を表す。 - 前半トリは、1990年以降の紅白で前半戦（ニュース中断まで）で両軍の締めくくりを務めたことを指す。 - 第60回（2009年）から第70回（2019年）は中継で出演。 |        |    |                                             |                    |                |

### スポーツ番組
- 2004年アテネオリンピック特別番組「アスリートの詩2004 〜風になれ もう一度!〜」（2004年9月24日、テレビ朝日系）
- UFC 144*Edgar vs. Henderson （UFC JAPAN）（2012年2月26日、WOWOW）
- 2012年ロンドンオリンピック番組（2012年7月28日・7月29日・7月31日・8月3日、テレビ朝日系）
- UFC on Fuel TV 8（UFC JAPAN 2013）（2013年3月3日、WOWOW）
- UFC FIGHT NIGHT Japan（UFC JAPAN 2015）（2015年9月27日、WOWOW）
- 2016年リオデジャネイロオリンピック（2016年8月、テレビ朝日系） - スペシャルキャスター [150]

### 教養番組
- NHKスペシャル ホットスポット 最後の楽園（2011年1月 - 6月、NHK総合） - 旅人（ナビゲーター）[151][152]
- NHK 福山雅治 最後の楽園を行く 〜大自然へ 新たな旅が始まった〜（2013年1月3日、NHK総合）
- NHKスペシャル ホットスポット 生命（いのち）の教室（2013年8月16日、NHK総合）
- NHK 福山雅治 最後の楽園を行く 〜野生の王国 アフリカへ〜（2014年3月24日、NHK総合）
- NHKスペシャル ホットスポット 最後の楽園 season 2（2014年10月 - 2015年3月、NHK総合） - 旅人（ナビゲーター）[153]
- 残響の街・長崎 〜福山雅治 故郷を撮る〜（2016年12月22日、NHK総合）
- ホットスポット特別版「福山雅治 新たなる旅へ」（2018年8月11日、NHK総合）
- NHKスペシャル ホットスポット 最後の楽園 season 3（2020年1月 - 5月、NHK総合） - 旅人（ナビゲーター）
- 福山雅治×香川照之の生き物すごいぜ!（2020年1月2日、NHK総合）[154]

### バラエティ番組
- オールナイトニッポンTV（2001年9月30日、フジテレビ）
- 福山エンヂニヤリング（2002年1月 - 9月、フジテレビ）
- タビフクヤマ（2019年11月1日、2022年9月19日、2024年10月4日、フジテレビ）[155][156][157]

### オンライン番組
- 福山雅治の口福キッチン（2021年2月6日・6月5日・6月12日・9月25日・10月2日・12月25日、2022年1月1日、PIA LIVE STREAM）※有料配信

## 楽曲提供
全作詞・作曲：福山雅治
| アーティスト | タイトル                   | 発売日     | 収録作品                                                                 | 備考 |
| ------------ | -------------------------- | ---------- | ------------------------------------------------------------------------ | --- |
| 松本英子     | Squall                     | 1999.08.04 | サウンドトラック『"Perfect Love!" original songs book 『Rendezvous 1』』 | シングル『HEAVEN/Squall』にセルフカバー収録 |
| 鈴木健吾     | venus                      | 1999.08.04 | サウンドトラック『"Perfect Love!" original songs book 『Rendezvous 1』』 | アルバム『f』にセルフカバー収録 |
| gem          | Sweet Darling              | 1999.08.04 | サウンドトラック『"Perfect Love!" original songs book 『Rendezvous 1』』 | シングル『Gang★』にセルフカバー収録 |
| SUPER TRAPP  | Check it out! Shake it up! | 1999.08.04 | サウンドトラック『"Perfect Love!" original songs book 『Rendezvous 1』』 | 1999年開催の「福山☆冬の大感謝祭 其の二 スコールしちゃって、もうヘブン♥ 〜フクヤマグナム六連発」と、 2018年開催の「お前と密会 2018 in 舞浜」でのみセルフカバー ver.を披露。 音源化はされていない。                            |
| 前川清       | ひまわり                   | 2002.06.5  | シングル『ひまわり』                                                     | シングル『虹/ひまわり/それがすべてさ』にセルフカバー収録 |
| KOH+         | KISSして                   | 2007.11.21 | シングル『KISSして』                                                     | シングル『化身』にセルフカバー収録 |
| KOH+         | 最愛                       | 2008.10.01 | シングル『最愛』                                                         | アルバム『残響』にセルフカバー収録 |
| KOH+         | 恋の魔力                   | 2013.05.29 | デジタルシングル『恋の魔力』                                             | アルバム『HUMAN』にセルフカバー収録 |
| Char         | 7月7日                     | 2015.05.22 | アルバム『ROCK+』                                                        | アルバム『AKIRA』の初回限定「30th Anniv. バラード作品集『Slow Collection』」盤に付属のバラード作品集『Slow Collection』と、弾き語りライブアルバム『DOUBLE ENCORE』にライブver.が収録されているが、オリジナルver.は未音源化。 |
| 藤原さくら   | Soup                       | 2016.06.08 | シングル『Soup』                                                         | 受注生産限定CD『「妖/光」+「口福歌 11Songs」』に弾き語りver.が収録されているが、オリジナルver.は未音源化。 |
| 藤原さくら   | 好きよ 好きよ 好きよ       | 2016.06.08 | シングル『Soup』                                                         | アルバム『AKIRA』の初回限定「30th Anniv. バラード作品集『Slow Collection』」盤に付属のバラード作品集『Slow Collection』に弾き語りver.が収録されているが、オリジナルver.は未音源化。                                          |
| 新山詩織     | 恋の中                     | 2016.06.29 | シングル『あたしはあたしのままで/恋の中』                                | アルバム『AKIRA』の初回限定「30th Anniv. バラード作品集『Slow Collection』」盤に付属のバラード作品集『Slow Collection』に弾き語りver.が収録されているが、オリジナルver.は未音源化。                                          |
| KOH+         | ヒトツボシ                 | 2022.09.14 | EP『ヒトツボシ 〜ガリレオ Collection 2007-2022〜』                       | リリース後のライブでは毎回披露されているが、音源化はされていない。 |

## タイアップ曲
※ 福山雅治名義のタイアップ曲を掲載（提供曲や別名義（KOH+など）のタイアップ曲は除く）。
| 起用年                             | 曲名                                                          | タイアップ先                                                                                        |
| ---------------------------------- | ------------------------------------------------------------- | --------------------------------------------------------------------------------------------------- |
| 1990年                             | なごり雪（カバー曲）                                          | VICTOR「ムービーごっこ」CMソング                                                                    |
| 1990年                             | アクセス                                                      | VICTOR「ムービーごっこ」CMソング                                                                    |
| 1992年                             | Good night                                                    | TBS系ドラマ『愛はどうだ』挿入歌                                                                     |
| 1992年                             | 約束の丘                                                      | TBS系『テレビ近未来研究所』エンディングテーマ                                                       |
| 1992年                             | スタート                                                      | MBS『テレビのツボ』オープニングテーマ                                                               |
| 1993年                             | MELODY                                                        | ロッテ「新作ロッテガム」CMソング                                                                    |
| 1993年                             | BABY BABY                                                     | MBS『テレビのツボ』オープニングテーマ                                                               |
| 1993年                             | 遠くへ                                                        | ロッテ「新作ロッテガム」CMソング                                                                    |
| 1993年                             | All My Loving                                                 | Panasonic CDラジオカセット「RX-DT75(マジカルコブラトップ)」CMソング                                 |
| 1993年                             | 恋人                                                          | Panasonic コンポ「SC-CH505(レステイ)」CMソング                                                      |
| 1993年                             | SORRY BABY                                                    | ダイドー「ブレンドコーヒー」CMソング                                                                |
| 1993年                             | IN MY HEART                                                   | MBS『テレビのツボ』オープニングテーマ                                                               |
| 1994年                             | IT'S ONLY LOVE                                                | ダイドー「ブレンドコーヒー」CMソング                                                                |
| 1994年                             | Dear                                                          | Panasonic CDラジオカセット「SPATIALIZER」CMソング                                                   |
| 1994年                             | ON AND ON                                                     | ダイドー「ブレンドコーヒー」CMソング                                                                |
| 1994年                             | ダンスしないか                                                | MBS『テレビのツボ』オープニングテーマ                                                               |
| 1995年                             | HELLO                                                         | フジテレビ系ドラマ『最高の片想い』主題歌                                                            |
| 1995年                             | Pa Pa Pa                                                      | ダイドー「ブレンドコーヒー」CMソング                                                                |
| 1995年                             | Message                                                       | 東宝系映画『BIRTHDAY PRESENT』主題歌                                                                |
| 1995年                             | 今 このひとときが 遠い夢のように                              | 東宝系映画『BIRTHDAY PRESENT』挿入歌                                                                |
| 1996年                             | Message                                                       | キリンビール「一番搾り」CMソング                                                                    |
| 1998年                             | Heart                                                         | TBS系ドラマ『めぐり逢い』主題歌                                                                     |
| 1998年                             | you                                                           | TBS系ドラマ『めぐり逢い』イメージソング                                                             |
| 1998年                             | Good Job                                                      | 日本高速通信「テレウェイBANGO!」CMソング                                                            |
| 1998年                             | Peach!!                                                       | フジテレビ系ドラマ『板橋マダムス』主題歌                                                            |
| 1998年                             | Heart of Xmas                                                 | TOKYO FM/JFN '98 Xmasキャンペーンソング                                                             |
| 1999年                             | HEAVEN                                                        | フジテレビ系ドラマ『OUT〜妻たちの犯罪〜』主題歌                                                     |
| 2000年                             | 桜坂                                                          | TBS系『ウンナンのホントコ! 未来日記V』テーマソング                                                  |
| 2000年                             | HEY!                                                          | 東芝「Dynabook」CMソング                                                                            |
| 2000年                             | HEY!                                                          | テレビ朝日系シドニーオリンピック放送テーマソング                                                    |
| 2000年                             | 家路                                                          | テレビ朝日系シドニーオリンピック放送イメージソング                                                  |
| 2001年                             | Gang★                                                         | WOWOWスプリングキャンペーンソング                                                                   |
| 2003年                             | それがすべてさ                                                | 大塚製薬「ポカリスエット」CMソング                                                                  |
| 2003年                             | 虹                                                            | フジテレビ系ドラマ『WATER BOYS』主題歌                                                              |
| 2003年                             | ひまわり                                                      | 日本郵政公社「簡易保険」CMソング                                                                    |
| 2004年                             | RED×BLUE                                                      | 大塚製薬「ポカリスエット」CMソング                                                                  |
| 2004年                             | 虹 〜もうひとつの夏〜                                         | フジテレビ系ドラマ『WATER BOYS2』主題歌                                                             |
| 2004年                             | 泣いたりしないで                                              | NHK総合 連続テレビ小説『わかば』主題歌                                                              |
| 2005年                             | 泣いたりしないで                                              | NHK総合 連続テレビ小説『わかば』主題歌                                                              |
| 東京                               | フジテレビ系ドラマ『スローダンス』主題歌                      | |
| BEAUTIFUL DAY                      | 明治製菓「キシリッシュ“歌ガム”」CM・キャンペーンソング        | |
| 2006年                             | あの夏も 海も 空も                                            | サントリー「新ダイエット＜生＞」CMソング                                                            |
| 2006年                             | 美しき花                                                      | Panasonic デジタルビデオカメラ「DVD愛情サイズ」CMソング                                             |
| 2006年                             | LOVE TRAIN                                                    | 明治製菓「XYLISH（キシリッシュ）」CMソング                                                          |
| 2006年                             | milk tea                                                      | TBS系『恋するハニカミ!』テーマソング                                                                |
| 2006年                             | THE EDGE OF CHAOS 〜愛の一撃〜                                | スズキ「SX4」CMソング                                                                               |
| 2006年                             | 無敵のキミ                                                    | KOSE「ESPRIQUE PRECIOUS」CMソング                                                                   |
| 2007年                             | 無敵のキミ                                                    | KOSE「ESPRIQUE PRECIOUS」CMソング                                                                   |
| 東京にもあったんだ                 | 松竹映画『東京タワー 〜オカンとボクと、時々、オトン〜』主題歌 | |
| FREEDOM WBS スペシャル・バージョン | テレビ東京系『ワールドビジネスサテライト』エンディングテーマ  | |
| 群青 〜ultramarine〜               | テレビ東京系『ワールドビジネスサテライト』エンディングテーマ  | |
| vs. 〜知覚と快楽の螺旋〜           | フジテレビ系ドラマ『ガリレオ』オープニングテーマ              | |
| 覚醒モーメント                     | フジテレビ系ドラマ『ガリレオ』劇中曲                          | |
| つながる時間                       | シチズン「つながる時間」 CMソング                             | |
| 2008年                             | HIGHER STAGE                                                  | テレビ朝日系北京オリンピック放送テーマソング                                                        |
| 2008年                             | タイトルなし（「phantom」アウトロのギターソロ部分）           | キユーピー「キユーピーハーフ」（ビリヤード篇） CMソング                                             |
| 2008年                             | 明日の☆SHOW                                                   | キリンビバレッジ「FIRE」CMソング                                                                    |
| 2008年                             | 99                                                            | 東宝系映画『容疑者Xの献身』劇中曲                                                                   |
| 2008年                             | 想 -new love new world-                                       | 東芝 液晶テレビ「REGZA」・ハイビジョンレコーダー「VARDIA」CMソング                                  |
| 2009年                             | 道標                                                          | 日本テレビ系『NEWS ZERO』テーマソング                                                               |
| 2009年                             | 明日の☆SHOW                                                   | キリンビバレッジ「FIRE」CMソング                                                                    |
| 2009年                             | アンモナイトの夢                                              | DUNLOP CMソング                                                                                     |
| 2009年                             | 化身                                                          | フジテレビ系ドラマ『魔女裁判』主題歌                                                                |
| 2009年                             | 最愛                                                          | 東芝 液晶テレビ「REGZA」CMソング                                                                    |
| 2009年                             | 旅人                                                          | 東宝系映画『キラー・ヴァージンロード』主題歌                                                        |
| 2009年                             | はつ恋                                                        | 東芝 液晶テレビ「REGZA」CMソング                                                                    |
| 2010年                             | タイトルなし（「石塊のプライド」の原曲）                      | DUNLOP CMソング                                                                                     |
| 2010年                             | Revolution//Evolution                                         | アサヒビール「スーパードライ」CMソング                                                              |
| 2010年                             | [[蛍/少年\|少年                                               | 東芝「LED REGZA」CMソング                                                                           |
| 2010年                             | 蛍                                                            | 日本テレビ系ドラマ『美丘-君がいた日々-』主題歌                                                      |
| 2010年                             | 石塊のプライド                                                | DUNLOP 「DSX-2」CMソング                                                                            |
| 2010年                             | 道標 2010                                                     | 日本テレビ系『NEWS ZERO』テーマソング                                                               |
| 2010年                             | 心color 〜a song for the wonderful year〜                     | 東芝「REGZA」・「REGZA Blu-ray」CMソング                                                            |
| 2011年                             | 家族になろうよ                                                | リクルート結婚情報誌「ゼクシィ」CMソング                                                            |
| 2011年                             | fighting pose                                                 | WOWOW開局記念キャンペーンソング                                                                     |
| 2011年                             | 約束の丘（Instrumental）                                      | アサヒスーパードライ「うまい！を明日へ！」プロジェクト篇CMソング                                    |
| 2012年                             | Around the world                                              | アサヒビール「スーパードライ」CMソング                                                              |
| 2012年                             | 生きてる生きてく                                              | 東宝系映画『映画ドラえもん のび太と奇跡の島 〜アニマル アドベンチャー〜』主題歌                     |
| 2012年                             | 家族になろうよ                                                | テレビ東京系『家族になろう（よ）』イメージソング                                                    |
| 2012年                             | Beautiful life                                                | P&Gマックスファクター「SK-II」CMソング                                                              |
| 2012年                             | GAME                                                          | ロンドンオリンピック]]放送テーマソング                                                              |
| 2012年                             | 道標                                                          | WOWOW連続ドラマW『プラチナタウン』主題歌                                                            |
| 2012年                             | 愛は風のように                                                | 東芝企業CM「社会のecoスタイル」CMソング                                                             |
| 2013年                             | Get the groove                                                | アサヒビール「スーパードライ」CMソング                                                              |
| 2013年                             | 誕生日には真白な百合を                                        | TBS系ドラマ『とんび』主題歌                                                                         |
| 2013年                             | vs.2013 〜知覚と快楽の螺旋〜                                  | フジテレビ系ドラマ『ガリレオ』オープニングテーマ                                                    |
| 2013年                             | vs.2013 〜知覚と快楽の螺旋〜                                  | 東宝系映画『真夏の方程式』エンディングテーマ                                                        |
| 2013年                             | 覚醒モーメント                                                | フジテレビ系ドラマ『ガリレオ』劇中曲                                                                |
| 2013年                             | ひまわり                                                      | アサヒスーパードライ「誕生 金のスーパードライ」篇CMソング                                           |
| 2013年                             | Dear                                                          | アサヒスーパードライ「金のスーパードライ 歳暮」篇CMソング                                           |
| 2014年                             | GAME                                                          | テレビ朝日系ソチオリンピック放送テーマソング                                                        |
| 2014年                             | HUMAN                                                         | アサヒビール「スーパードライ」CMソング                                                              |
| 2014年                             | 暁                                                            | アサヒスーパードライ「ドライプレミアム」CMソング                                                    |
| 2014年                             | 破曉                                                          | 民間全民電視公司ドラマ『你照亮我星球（You Light Up My Star/邦題：わたしのスイート・スター）』主題歌 |
| 2015年                             | 暁                                                            | TBS系テレビ未来遺産『ORANGE 〜1.17 命懸けで闘った消防士の魂の物語〜』主題歌                         |
| 2015年                             | その笑顔が見たい                                              | キユーピー「キユーピーマヨネーズ」発売90周年CMソング                                                |
| 2015年                             | 何度でも花が咲くように私を生きよう                            | 資生堂「TSUBAKI」CMソング                                                                           |
| 2015年                             | 蜜柑色の夏休み 2015                                           | 東映系映画『アリのままでいたい』主題歌                                                              |
| 2015年                             | 誕生日には真白な百合を                                        | アサヒスーパードライ「ドライプレミアム」CMソング                                                    |
| 2015年                             | ひまわり                                                      | アサヒスーパードライ「ドライプレミアム」CMソング                                                    |
| 2015年                             | I am a HERO                                                   | 日本テレビ系ドラマ『花咲舞が黙ってない』主題歌                                                      |
| 2015年                             | ステージの魔物                                                | アサヒビール「スーパードライ」CMソング                                                              |
| 2015年                             | 道標 2010                                                     | アサヒスーパードライ「ドライプレミアム」CMソング                                                    |
| 2015年                             | you                                                           | アサヒスーパードライ「ドライプレミアム」CMソング                                                    |
| 2016年                             | 1461日                                                        | テレビ朝日系リオデジャネイロオリンピック放送テーマソング                                            |
| 2017年                             | 桜坂                                                          | アサヒビール「スーパードライ」CMソング                                                              |
| 2017年                             | 聖域                                                          | テレビ朝日系ドラマ『黒革の手帖』主題歌                                                              |
| 2017年                             | Humbucker vs. Single-Coil                                     | アサヒビール「スーパードライ」CMソング                                                              |
| 2017年                             | jazzとHepburnと君と                                           | フジテレビ系『痛快TV スカッとジャパン』内コーナー「胸キュンスカッと」テーマソング                   |
| 2017年                             | トモエ学園                                                    | テレビ朝日系帯ドラマ劇場『トットちゃん!』主題歌                                                     |
| 2018年                             | 桜坂                                                          | アサヒビール「スーパードライ」CMソング                                                              |
| 2018年                             | 1461日                                                        | テレビ朝日系平昌オリンピック放送テーマソング                                                        |
| 2018年                             | 零 -ZERO-                                                     | 東宝系映画『名探偵コナン ゼロの執行人』主題歌                                                       |
| 2018年                             | 失敗学                                                        | 日本テレビ系ドラマ『正義のセ』主題歌                                                                |
| 2018年                             | 甲子園                                                        | NHK第100回全国高等学校野球選手権記念大会放送テーマソング                                            |
| 2018年                             | いってらっしゃい                                              | 日本テレビ系ドラマ『生田家の朝』主題歌                                                              |
| 2019年                             | いってらっしゃい                                              | 日本テレビ系ドラマ『生田家の朝』/『緑山家の朝』主題歌                                               |
| 2020年                             | 始まりがまた始まってゆく                                      | DUNLOP CMソング                                                                                     |
| 2020年                             | 煌                                                            | 東芝 液晶テレビ「REGZA」CMソング                                                                    |
| 2020年                             | 幸せのサラダ                                                  | キユーピーハーフ CMソング                                                                           |
| 2020年                             | 心音                                                          | 日本テレビ系ドラマ『#リモラブ 〜普通の恋は邪道〜』主題歌                                            |
| 2020年                             | 革命                                                          | 東宝系映画『新解釈・三國志』主題歌                                                                  |
| 2021年                             | 幸せのサラダ                                                  | キユーピーハーフ CMソング                                                                           |
| 2021年                             | 彼方で                                                        | 映画『太陽の子』主題歌                                                                              |
| 2022年                             | 光                                                            | 長崎スタジアムシティプロジェクト CMソング                                                           |
| 2022年                             | vs.2022 〜知覚と快楽の螺旋〜                                  | フジテレビ系スペシャルドラマ『ガリレオ 禁断の魔術』劇中曲                                           |
| 2022年                             | vs.2022 〜知覚と快楽の螺旋〜                                  | 東宝系映画『沈黙のパレード』劇中曲                                                                  |
| 2022年                             | 覚醒モーメント                                                | 東宝系映画『沈黙のパレード』劇中曲                                                                  |
| 2022年                             | 妖                                                            | 日本テレビ系ドラマ『霊媒探偵・城塚翡翠』/『invert 城塚翡翠 倒叙集』主題歌                           |
| 2023年                             | 道標（ギターインストゥルメンタル）                            | 日本生命 CMソング                                                                                   |
| 2023年                             | 炎のファイター 〜Carry on the fighting sprit〜                | 映画『アントニオ猪木をさがして』主題歌                                                              |
| 2023年                             | 想望                                                          | 映画『あの花が咲く丘で、君とまた出会えたら。』主題歌                                                |
| 2023年                             | Walking with you                                              | 日本生命 CMソング                                                                                   |
| 2024年                             | ひとみ                                                        | フジテレビ系月10ドラマ『春になったら』主題歌                                                        |
| 2024年                             | 光                                                            | 長崎スタジアムシティプロジェクト CMソング                                                           |
| 2024年                             | 万有引力                                                      | 日本テレビ系『DayDay. 』テーマソング                                                                |
| 2024年                             | 桜坂2024                                                      | U-NEXT CMソング                                                                                     |
| 2024年                             | 想望                                                          | U-NEXT CMソング                                                                                     |
| 2024年                             | Walking with you                                              | 日本生命 CMソング                                                                                   |
| 2024年                             | 家族になろうよ                                                | ソフトバンク CMソング                                                                               |
| 2025年                             | 万有引力                                                      | 日本テレビ系『DayDay.』テーマソング                                                                 |
| 2025年                             | クスノキ-500年の風に吹かれて-                                 | NHK Eテレ系「みんなのうた〜ひろがれ！いろとりどり」6月度テーマソング                                |
| 2025年                             | 幻界                                                          | 映画『ブラック・ショーマン』テーマソング                                                            |
| 2025年                             | 未来絵                                                        | 日本生命 CMソング                                                                                   |